# Scorpions
Scorpions ist eine deutsche Hard-Rock-Band aus Hannover, die 1965 in Sarstedt als Nameless gegründet wurde, 1972 ihr erstes Album veröffentlichte und bis heute besteht. Die Scorpions Musikproduktions- und Verlagsgesellschaft mbH hat ihren Sitz in Schwarmstedt (Heidekreis), die Scorpions GbR in Langenhagen (Region Hannover).
Zu den erfolgreichsten Songs der Scorpions zählen Rockhits wie Rock You Like a Hurricane, The Zoo, Big City Nights, No One Like You und Balladen wie Still Loving You, Send Me an Angel und Wind of Change, die international bis heute zu den Rockklassikern gezählt werden. Mit über 110 Millionen verkauften Tonträgern und 60 Jahren auf der Bühne gehören die Scorpions zu den erfolgreichsten und langlebigsten Bands der modernen Musikgeschichte. 2009 wurde die Band mit dem Echo Pop für ihr Lebenswerk ausgezeichnet. 2010 wurden die Scorpions mit einem Stern und Handabdrücken der Mitglieder auf dem Rockwalk in Los Angeles geehrt und 2017 in die Hall of Heavy Metal History aufgenommen.

## Geschichte

### 1965 bis 1973: Gründung und Debütalbum mit Michael Schenker
Eine Vorgänger-Band wurde 1965 in Sarstedt vom Gitarristen Rudolf Schenker und dem Schlagzeuger Wolfgang Dziony im Zuge der Beat- und Rockära als Amateurband unter dem Namen Nameless gegründet, da man sich auf keinen geeigneten Namen einigen konnte. Rudolf Schenker und Wolfgang Dziony waren Nachbarn in Sarstedt und kennen sich seit April 1964 und begannen kurze Zeit später gemeinsam zu üben und Musik zu machen. Zur Anfangsbesetzung gehörten Joachim Kirchhoff (Bass), Rudolf Schenker (Gitarre), Karl-Heinz Vollmer (Gitarre) und Wolfgang Dziony (Schlagzeug). Geprobt wurde in der Kneipe von Wolfgang Dzionys Mutter, wenn dort Ruhetag war. Nachgespielt wurde alles, was in der englischen Hitparade ganz oben war, hauptsächlich die Songs der Beatles. Den ersten Live-Auftritt hatten „Nameless“ 1965 oder 1966 bei einem von ihnen organisierten Festival mit regional bekannten Gruppen im Zentral-Theater von Hannover vor rund 1200 Besuchern. Das Konzert war das bis dahin größte Rock-n-Roll-Konzert in Hannover.
Ein Jahr nach der Gründung nannte sich die Band Scorpions, laut Rudolf Schenker deshalb, weil es sich dabei um einen Namen handelt, der sowohl national als auch international verstanden werden könnte. Von 1965 bis 1967 gaben sie in Norddeutschland Konzerte und traten auch im Vorprogramm von Bands wie den Lords, Searchers oder Dave Dee auf. Im September 1966 traten sie beispielsweise im Legendären Star-Club in Hamburg auf. In dieser Zeit übernahm Rudolf Schenker auch den Gesang. 1967 kam der Sänger Werner Hoyer dazu und machte die Band zum Sextett. Nur sechs Monate später löste sich die Band auf, da der damalige Leadgitarrist Karl-Heinz Vollmer zur Bundeswehr eingezogen wurde. Rudolf Schenker und Wolfgang Dziony gründeten in dieser Zeit eine Soul-Band, die aber mit der Einberufung Rudolf Schenkers zur Bundeswehr zerbrach. Im Herbst 1968 ließ Schenker die Scorpions in der Besetzung Rudolf Schenker, Gitarre, Wolfgang Dziony, Schlagzeug, Lothar Heimberg, Bass, Ulrich Worobiec, Leadgitarre und Bernd Hegner, Gesang wieder aufleben.

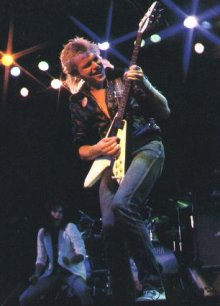
Michael Schenker, 1983

Ende 1969 wurden der Sänger Hegner und der Gitarrist Worobiec entlassen und der Sänger Klaus Meine und Rudolfs jüngerer Bruder Michael Schenker von der Band Copernicus stießen zu den Scorpions. In den kommenden Monaten widmete sich die Band verstärkt dem Komponieren eigener Songs. Ihre Liedtexte schrieb sie von Beginn an auf Englisch, da sie von Anfang an das internationale Hard-Rock-Business erobern wollten. Für den Anti-Drogen-Film Das Kalte Paradies spielte sie 1971 drei Lieder ein. Bei den Aufnahmen lernte sie Conny Plank kennen, Produzent ihres ersten Albums Lonesome Crow. Es wurde 1972 in der Besetzung Rudolf Schenker (Gitarre), Michael Schenker (Gitarre), Klaus Meine (Gesang), Wolfgang Dziony (Schlagzeug) und Lothar Heimberg (Bass) eingespielt und veröffentlicht. Das Album öffnete der Band den Weg zu einer internationalen Karriere, die zunächst in den Benelux-Staaten, Frankreich, England und Japan Erfolge zeigte. In den USA waren sie seit 1972/73 in der Musik- und Underground-Szene und spätestens ab 1979 einem Breiten Publikum bekannt. In Deutschland gehören sie seit Mitte der 1970er Jahre zu den bekanntesten Rockbands und genießen seitdem einen sehr guten Ruf als hervorragende Live-Band. Der große kommerzielle Erfolg begann spätestens ab 1984 mit dem Album Love at First Sting und dem Hit Still Loving You. Sie spielte auf einer Deutschlandtournee als Vorgruppe von Rory Gallagher, Uriah Heep und UFO. Da der Gitarrist von UFO nicht nach Deutschland einreisen konnte, bat die Band Michael Schenker um Hilfe, der die gesamte Tour als deren Aushilfsgitarrist spielte und anschließend die Scorpions verließ, um endgültig bei UFO einzusteigen. Lonesome Crow wurde auch von einer lokalen Plattenfirma in Chicago, USA, veröffentlicht und verkaufte sich dort etwa 25.000-mal. Die Scorpions spielten im Jahr 1972 über 130 Konzerte. Nachdem Michael Schenker mit UFO nach England gegangen war, stiegen auch Wolfgang Dziony und Lothar Heimberg aus, da sie für sich keine Zukunft in der Band sahen.

### 1973 bis 1978: Die Uli-Jon-Roth-Ära

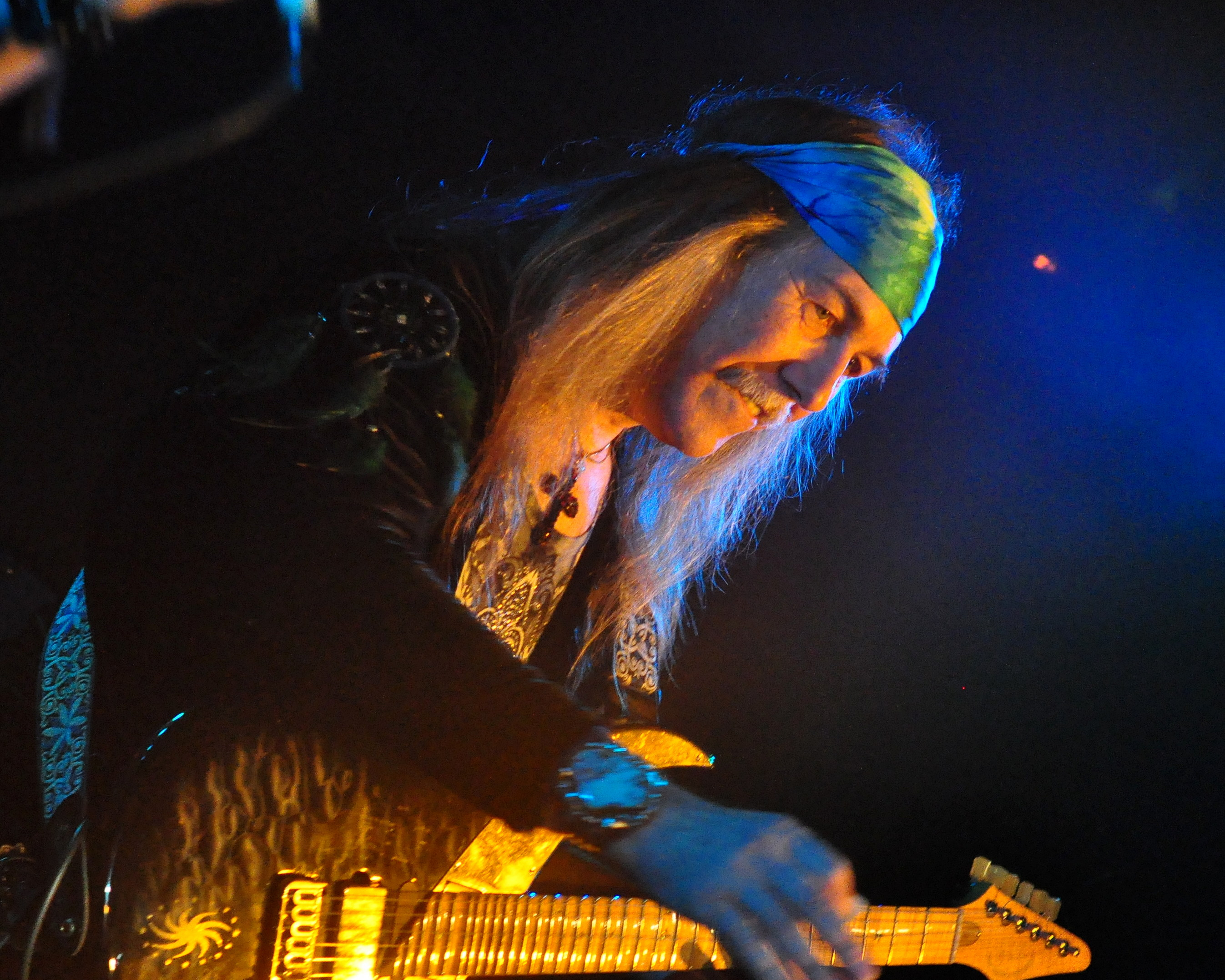
Roth fungierte nicht nur als Leadgitarrist, sondern bei einigen Songs auch als Komponist, Texter und Sänger der Band (Foto: 2013)

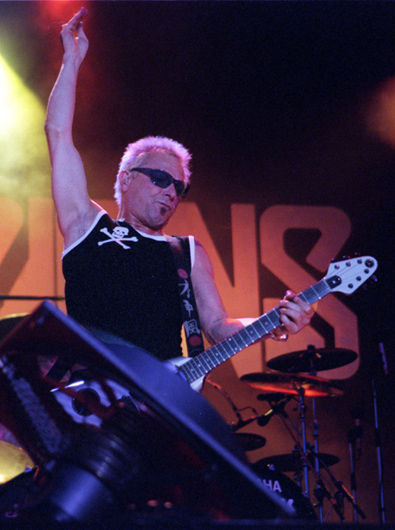
Rudolf Schenker, 2006

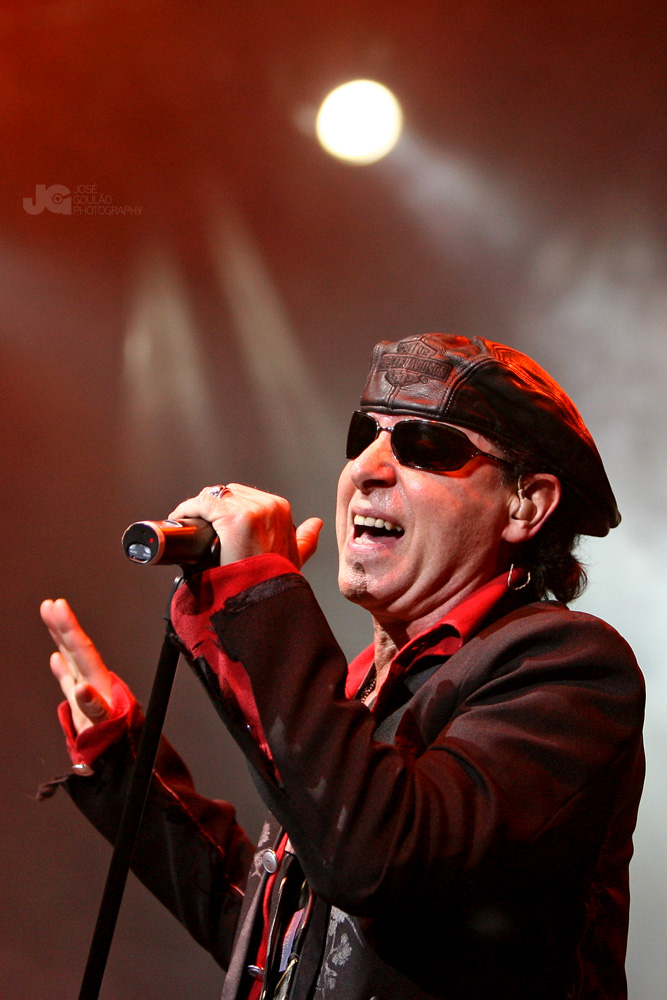
Klaus Meine, 2007

Es fanden sich jedoch neue Mitstreiter: Die Mitglieder der Band Dawn Road, Uli Jon Roth (Leadgitarre), Francis Buchholz (Bass), Jürgen Rosenthal (Schlagzeug) und Achim Kirschning (Keyboards) bildeten mit den verbliebenen Scorpions Klaus Meine und Rudolf Schenker die neue Band. Gemeinsam unterzeichneten sie einen Plattenvertrag mit RCA Records und nahmen 1974 das zweite Album, Fly to the Rainbow, auf. Im Herbst des Jahres gingen sie mit Casey Jones auf Deutschlandtour.
Mit den Aufnahmen zum nächsten Album, In Trance, begannen sie ihre Zusammenarbeit mit dem Rockmusik-Produzenten Dieter Dierks, der für die nächsten vierzehn Jahre die Alben der Band produzierte. Mittlerweile saß Rudy Lenners am Schlagzeug. Auf der Platte zierte erstmals das Logo des Scorpions-Schriftzugs die Plattenhülle. Das Album stieg zum bestverkauften RCA-Album in Japan auf und machte die Scorpions dort populär.
Im Februar 1975 veröffentlichten sie unter dem Pseudonym The Hunters eine Single mit deutschen Coverversionen der Sweet-Hits Fuchs geh’ voran (Fox on the Run) und Wenn es richtig losgeht (Action). 1975 absolvierten die Scorpions ihre erste Europatournee und traten im Vorprogramm von The Sweet auf. Mit ihren Auftritten im durch die Beatles bekannt gewordenen Liverpooler Cavern Club (1975) und im Londoner Marquee Club (1975/76) machten sie sich in Großbritannien einen Namen.
Das Album Virgin Killer wurde 1976 veröffentlicht. Es brachte später die erste Goldene Schallplatte der Scorpions in Japan. In Deutschland erhielt es die Auszeichnung LP des Jahres. Während der Tournee zum Album tourte die Band 1976 wieder durch Großbritannien (und spielte dort 30 Konzerte) und als Vorgruppe von KISS durch Deutschland.
Für das 1977 veröffentlichte Album Taken By Force, das in Japan ebenfalls vergoldet wurde, übergab Rudy Lenners das Schlagzeug an Herman Rarebell, da Lenners kurzfristig erkrankt war. Nach Auftritten in Europa absolvierten die Scorpions anschließend eine Tournee durch Japan (dem zweitgrößten Musikmarkt der Welt). Bereits bei ihrer Ankunft am Tokyoter Flughafen wurden sie gefeiert. Rund 12.000 Zuschauer kamen zu den fünf Konzerten in Tokio (Nakano Sun Plaza, 2200 Plätze, 3 Konzerte), Osaka (Koseinenkinkaikan, 2400 Plätze) und Nagoya (Kokaido, 2300 Plätze). Lead-Gitarrist Ulrich Roth verließ nach der Tournee die Band, da er sich künstlerisch bei den Scorpions nicht mehr ausreichend gefordert fühlte. Höhepunkt und Abschluss der Ulrich-Roth-Jahre der Scorpions ist die bis heute weltweit als Insider-Tipp bekannte Doppel-LP Tokyo Tapes (1978), die während der Taken-By-Force-Tour am 24. und 27. April in der Sun Plaza Hall, Tokio aufgezeichnet wurde. Roth gründete derweil mit Electric Sun seine eigene Formation.

### 1978 bis 1992: Kommerzieller Höhepunkt in der Stammbesetzung

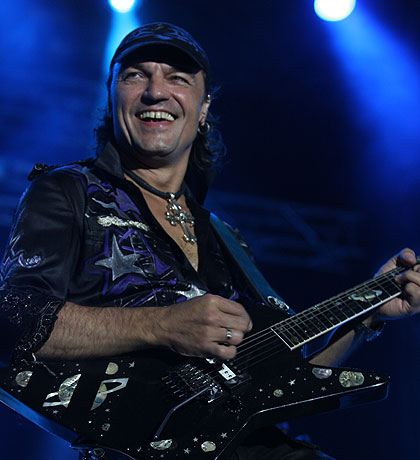
Matthias Jabs, 2009

#### 1978 bis 1981: Lovedrive und Animal Magnetism
Um einen Nachfolger für Roth zu finden, inserierte Francis Buchholz im englischen Musikmagazin Melody Maker. So testeten die Scorpions in London etwa 140 Gitarristen, entschieden sich aber schließlich für den aus Hannover stammenden Matthias Jabs, der früher Mathematik-Nachhilfeschüler von Buchholz gewesen war.
Ende 1978 spielten die Scorpions noch ein paar Konzerte mit Jabs, bevor sie mit den Aufnahmen für das Lovedrive-Album begannen. Während der Aufnahmen meldete sich Michael Schenker zurück, der soeben UFO verlassen hatte. So wurde der eben erst engagierte Jabs wieder entlassen und Michael Schenker nahm seinen Platz ein. Schenker spielte gemäß „offiziellen“ Angaben Lead-Gitarre bei drei Liedern des Lovedrive-Albums: Lovedrive, Another Piece of Meat und Coast To Coast. Wie später bekannt wurde, spielte er die Lead-Gitarre auch bei Holiday sowie (zumindest teilweise) bei Loving You Sunday Morning. Aufgrund von Alkohol- und anderen Problemen brach er während der Deutschlandtournee im Winter 1979 bereits nach wenigen Konzerten zusammen. Die Scorpions konnten Jabs daraufhin überreden, bei den verbleibenden Deutschlandkonzerten als Ersatz für Michael Schenker zu spielen. Auf der Frankreichtournee 1979 erlitt Michael Schenker erneut einen Zusammenbruch und musste abermals durch Jabs ersetzt werden. Da sich die restlichen Bandmitglieder zu diesem Zeitpunkt eingestehen mussten, dass sie mit Michael Schenker definitiv nicht mehr arbeiten konnten, boten sie Jabs an, fortan fix bei der Band zu bleiben. Dieser sagte – nach drei Monaten Bedenkzeit – während der Japantournee im Juni 1979 zu. Jabs’ Virtuosität und Spielfreude trägt bis heute noch entscheidend zum Erfolg der Band bei.
Mit dem Album Lovedrive wurden die Scorpions auch in den USA aktiv. Der erste US-Auftritt fand 1979 vor etwa 60.000 Zuschauern in Cleveland beim World Series of Rock-Festival zusammen mit Bands wie Thin Lizzy, Aerosmith, Ted Nugent und AC/DC statt. Danach begleiteten die Scorpions Ted Nugent, Rainbow und AC/DC als Vorgruppe auf deren USA-Tourneen und spielten dort auch eigene Konzerte. In England spielten sie als Headliner beim Reading-Rock Festival und zum Abschluss der Hallentour durch Großbritannien im Hammersmith Odeon von London.
Die Platte Lovedrive stieg bis auf den 55. Platz der Billboard-Charts. Die Musikzeitschrift Melody Maker bezeichnete es als eines der besten Heavy-Metal-Alben des Jahres. Die Scorpions-Mitglieder zu dieser Zeit waren die „klassische“ Besetzung (1978–1992): Klaus Meine (Gesang), Rudolf Schenker (Gitarre), Matthias Jabs (Gitarre), Francis Buchholz (Bass) und Herman Rarebell (Schlagzeug). Lovedrive erreichte schließlich Goldstatus in den USA, was den Durchbruch für die Scorpions bedeutete. Das nächste Album, Animal Magnetism (1980), konnte den Status der Band ausbauen. Die Songs „The Zoo“ und „Make It Real“ wurden zu Hits, welche auch heute noch von der Band gespielt werden. Mit Don’t Make No Promises (Your Body Can’t Keep) ist auch Jabs’ erste eigene Komposition (der Text stammt von Herman Rarebell) auf dem Album vertreten. Während der anschließenden Welttournee traten die Scorpions auch zum ersten Mal beim Monsters-of-Rock-Festival in Castle Donington auf und spielten vor den Headlinern Rainbow und Judas Priest. In den USA gaben sie u. a. zusammen mit Judas Priest und Def Leppard Konzerte.

#### 1981 bis 1983:Blackout
Während der Aufnahmen zum Album Blackout verlor Meine 1981 seine Stimme und wollte sogar die Band verlassen. Über die Jahre hatten sich bei ihm Verhärtungen auf den Stimmbändern gebildet. Doch die Freundschaft zwischen Rudolf Schenker und Klaus Meine und der enge Zusammenhalt innerhalb der Band ließen Meine nach einer langwierigen Gesangstherapie und zwei Stimmbandoperationen bei einem Wiener Facharzt, der auch Opernsänger behandelt, das Trauma überstehen. Danach (1982) konnte Meine seinen Stimmumfang sogar steigern. Für ihn gehört Blackout zu einem der drei wichtigsten Alben der Band. Es gilt als bestes Hard-Rock-Album des Jahres und erreichte die Top Ten der amerikanischen Charts. Das Lied No One Like You stand in den USA eine Woche auf dem ersten Platz der Mainstream Rock Tracks-Charts und war dort im Jahr 1982 das meistgespielte Lied im Radio. 1984 wurde Blackout in den USA mit Platin ausgezeichnet. Zudem drehten sie zu dem Lied No One Like You auf der Gefängnisinsel Alcatraz das erste Musikvideo der Bandgeschichte.
Im März 1982 begann die Blackout-Tour in Paris und führte die Band rund um die Welt. In Frankreich, wo die Gruppe zur beliebtesten Rockband gewählt wurde, erhielt das Album Blackout Doppelgold. Auf der US-Tour fungierte u. a. die britische Heavy-Metal-Band Iron Maiden, die gerade mit ihrem Album The Number of the Beast große Erfolge feierte, als Vorgruppe. Am 19. Juni 1982 spielten sie erstmals im Madison Square Garden in New York.
Am 29. Mai 1983 spielten die Scorpions auf dem US-Festival im San Bernardino Valley zusammen mit unter anderem Mötley Crüe, Ozzy Osbourne und Van Halen als vorletzte Band vor über 300.000 Zuschauern. Kurz vor dem Beginn des Auftritts beim US-Festival jagten fünf Jets der US-Luftwaffe über die Zuschauermenge und sorgten zusammen mit den gleichzeitig gezündeten Feuersäulen für einen spektakulären Showauftakt. Bei ihrer Abschiedstournee griffen sie dieses Intro wieder auf. Nun wurde mit Text und Bild auf das damalige Event angespielt. Am 17. und 18. Dezember 1983 spielten sie in der Dortmunder Westfalenhalle bei einem Rockfestival unter anderem zusammen mit Def Leppard, Ozzy Osbourne, Krokus und Iron Maiden. Die Tournee (ohne Festivals) zählte mehr als eine Million Zuschauer.

#### 1983 bis 1986: Love at First Sting – World Wide Live
Für die Aufnahmen zum nächsten Album, Love at First Sting, gingen die Scorpions mit ihrem Produzenten Dieter Dierks 1983 nach Stockholm in die dortigen Polar-Studios von ABBA. Da Dierks mit Bassist Francis Buchholz und Schlagzeuger Herman Rarebell Probleme hatte, engagierte er Bassist Jimmy Bain und Schlagzeuger Bobby Rondinelli für die Aufnahmen. Die Aufnahme-Sessions wurden aber abgebrochen, als das gewünschte Ergebnis nicht erreicht wurde. In den Dierks Studios wurde das Album, mit Rarebell und Buchholz, schließlich fertiggestellt. Love at First Sting kletterte nach Veröffentlichung im Jahr 1984 auf den sechsten Platz der amerikanischen Billboard Charts und bekam am Tag der Veröffentlichung Platin und wenige Monate später Doppel-Platin in den USA. Mitte der 1990er wurde das Album mit Dreifach-Platin in den USA ausgezeichnet. Die Singles Rock You Like A Hurricane und Still Loving You trugen einen großen Teil dazu bei. Die Single-Auskopplung Still Loving You aus dem Album Love at First Sting brachte die Scorpions 1984 auch in Deutschland in den Charts nach oben. Die Zeitschrift Rolling Stone bezeichnete die Band als Heavy Metal Latest Heroes und MTV nannte die Scorpions in dieser Zeit The Ambassadors of Rock. Alleine in Frankreich wurden von Still Loving You 1,1 Millionen Singles verkauft (laut Rudolf Schenker in seinem Buch Rock Your Life über 2 Millionen). Das Album verkaufte sich in den Jahren 1984/85 über sechs Millionen Mal. Bis heute zählt Love At First Sting zu den erfolgreichsten Rock-Alben aller Zeiten und wurde mehr als 10 Millionen Mal verkauft. Im Jahr 1984 befanden sich mit Love At First Sting, Blackout und Animal Magnetism drei ihrer Alben zeitgleich in den amerikanischen Billboard Charts. Die 1985 veröffentlichte Live-LP World Wide Live unterstrich den neuen Superstarstatus der Band, denn es entwickelte sich weltweit zum zweitmeistverkauften Livealbum nach Frampton Comes Alive und steht noch heute, weltweit gesehen, an dritter Stelle der erfolgreichsten Live-Alben aller Zeiten.

#### Love at First StingWelttournee
Die Love at First Sting Tour startete am 23. Januar 1984 in Birmingham. Die Scorpions waren 1984 rund vier Monate auf Nordamerikatour und gaben dabei mehr als achtzig Konzerte, zum Beispiel spielten sie zweimal hintereinander in der Veranstaltungshalle The Forum von Los Angeles vor jeweils mehr als 16.000 Besuchern, und am 20., 21. und 23. Mai 1984 dreimal hintereinander im Rosemont Horizon (heute Allstate Arena) in Rosemont bei Chicago, nach einem Konzert in Kalamazoo, Michigan gaben sie am 25. Mai 1984 das vierte Konzert im Rosemont Horizon. Die Konzertreise führte die Scorpions wieder nach New York, wo sie vom 6. bis 8. Juni 1984 gleich dreimal hintereinander im ausverkauften Madison Square Garden vor über 60.000 Fans auftraten. Erst im Dezember 2010 gelang es mit Rammstein einer deutschen Band den Madison Square Garden wieder auszuverkaufen; sie spielten dort ihr erstes Konzert in den USA seit dem Jahr 2001. Bon Jovi spielten bei den meisten Konzerten, u. a. im Madison Square Garden, in Nordamerika im Vorprogramm und begannen so ihre Karriere. Fastway und Jon Butcher waren weitere Vorbands. Unter dem Motto Super Rock 84 in Japan spielten sie in Japan sechs Shows mit Whitesnake, Michael Schenker Group/MSG und Bon Jovi, unter anderem im Seibu Stadion von Tokio. Auch in Europa war die Tour sehr erfolgreich, sie traten beispielsweise am 29. Februar 1984 in Paris im Palais Omnisports de Paris-Bercy vor 15.500 Zuschauern auf, dieses war zugleich das erste Konzert, das im Bercy stattfand. In Deutschland spielten die Scorpions 1984 zwölf Konzerte, darunter in der Olympiahalle München. Bei vielen der Europakonzerte der Band trat Joan Jett im Vorprogramm auf. 2,2 Millionen Konzertbesucher zählte die Love-at-First-Sting-Tournee im Jahr 1984.
Am 15. und 19. Januar 1985 spielte die Band zwei Konzerte als Co-Headliner vor jeweils über 470.000 Fans bei der ersten Ausgabe des Rock-in-Rio-Festivals in Rio de Janeiro. In Stevenage (England) spielten sie 1985 mit Bands wie Deep Purple und UFO auf dem Knebworth-Festival. Während der Love-at-First-Sting-Tour kamen 1985 100.000 Zuschauer in den Nippon Budokan von Tokio und 60.000 Besucher in die Castle Hall von Osaka, Japan. Sie spielten als Headliner Konzerte beim Day-on-the-Green-Festival im Stadion von Oakland, USA mit Victory, Yngwie Malmsteen, Metallica und Ratt und im Cotton Bowl Stadium von Dallas, USA mit Deep Purple, Ted Nugent, Bon Jovi und anderen.
Im Jahr 1986 traten sie als Co-Headliner vor Ozzy Osbourne und nach Bands wie Def Leppard oder Motörhead beim berühmten Monster-of-Rock-Festival in Castle Donington (England) auf. Bei den europäischen Monsters-of-Rock-Festivals in Budapest, MTK Stadion, in Nürnberg auf dem Zeppelinfeld, sowie auf dem Maimarkt-Gelände von Mannheim hatten die Scorpions Headliner-Status. Ozzy Osbourne, MSG, Bon Jovi, Def Leppard und Warlock traten vor den Scorpions, auf der bis dahin in Deutschland größten Open-Air-Bühne, auf. Insgesamt spielte die Band während der Love-at-First-Sting-Tournee mehr als 200 Shows.

#### 1987 bis 1992: Wind of Change
1987 begannen die Scorpions mit den Aufnahmen des Albums Savage Amusement, welches im April 1988 erschien und das letzte Album ist, das von Dieter Dierks in den Dierks Studios produziert wurde. Es erreichte Platin in den USA. Die Welttournee zum Album starteten die Scorpions im April 1988 als zweite westliche Hard-Rock-Band (die erste war Uriah Heep) in der Sowjetunion und spielten zehn Konzerte im Sport-und-Konzert-Komplex im damaligen Leningrad, heute Sankt Petersburg. Die Band Gorky Park spielte bei den Konzerten im Vorprogramm. Für die Produktion der Show musste die Band mit 500.000 DM in Vorkasse gehen. Vom 27. Mai 1988 bis zum 30. Juli 1988 traten die Scorpions zusammen mit Kingdom Come, Metallica, Dokken und Van Halen bei der Monsters-of-Rock-Tour '88 durch die Stadien und Open-Air-Arenen Nordamerikas auf, unter anderem spielten sie im Giants Stadium, New Jersey. Die Bands Kingdom Come (hier spielte zu dieser Zeit der spätere Scorpions-Drummer James Kottak), Metallica und Dokken waren Vorbands, die Scorpions traten direkt vor Van Halen als Co-Headliner auf. Kingdom Come und Winger waren danach Vorbands bei den weiteren Hallenkonzerten der Scorpions in den Vereinigten Staaten und Kanada. Insgesamt zählte die Nordamerika-Tournee bei 78 Konzerten rund 1,5 Millionen Besucher.
Gleich dreimal hintereinander traten sie im Februar 1989 im Londoner Hammersmith Odeon auf. In Deutschland spielten sie zum Beispiel in der Dortmunder Westfalenhalle vor 23.500 Zuschauern. In die Frankfurter Festhalle kamen 22.500 Zuschauer, die Scorpions halten damit bis heute den Hausrekord des bestbesuchten Konzertes. Die Europatournee zählte mehr als 500.000 Besucher. Beim Moscow Music Peace Festival spielten sie, inzwischen getrennt von den Dierks Studios und der bisherigen Plattenfirma EMI-Electrola, neben Künstlern wie Ozzy Osbourne, Mötley Crüe, Bon Jovi, Skid Row und Cinderella vor 260.000 Zuschauern erneut in der Sowjetunion.
Die Stimmung auf diesen Konzerten verarbeitete Meine in dem Lied Wind of Change, das er im September 1989 schrieb und das 1990 auf dem Album Crazy World erschien und 1991 als Single veröffentlicht wurde. Das bis heute erfolgreichste Lied der Band wurde zum weltweiten Soundtrack zum Fall der Berliner Mauer im November 1989, dem Untergang der Sowjetunion und der Beendigung des Kalten Krieges, zur Hymne von Glasnost und Perestroika. Oft wird auch heute noch vermutet, dass das Lied aufgrund des Falls der Berliner Mauer entstand und geschrieben wurde, was jedoch definitiv nicht den Tatsachen entspricht. Das Lied wurde von den Scorpions später auch in einer russischen und spanischen Version aufgenommen. In der ZDF-Sendung Unsere Besten wurde Wind of Change im Jahr 2005 zum Deutschen Jahrhunderthit gewählt.
Am 21. Juli 1990 traten die Scorpions als Gastmusiker auf dem ehemaligen Mauerstreifen auf dem Potsdamer Platz in Berlin auf. Anlässlich des von Ex-Pink-Floyd-Mitglied Roger Waters inszeniertem Mammutkonzerts The Wall – Live in Berlin spielten sie dort den Floyd-Klassiker In the Flesh?. Während der Show wurden zahlreiche andere Lieder des Albums von Künstlern wie Bryan Adams, Cyndi Lauper, Ute Lemper und Sinéad O’Connor neu interpretiert und entsprechend live vorgetragen.
Im Sommer 1990 begannen die Aufnahmen für ihr elftes Studioalbum Crazy World. Für die Produktion reiste die Band nach Los Angeles, um in den Goodnight L.A. Studios von Keith Olsen (Produzent von Whitesnake, Ozzy Osbourne u. v. a.) aufzunehmen. Weitere Aufnahmen fanden in den Niederlanden statt. Es war die erste Produktion der Band im Ausland. Bis dahin fanden die Aufnahmen in Deutschland, ab 1975 in den Dierks Studios, statt. Auf Crazy World nahm die Band erstmals die Hilfe eines außenstehenden Komponisten in Anspruch. Jim Vallance hatte schon für Bryan Adams und Aerosmith geschrieben und wurde auf Crazy World als Co-Autor der Lieder Tease Me Please Me, Don’t Believe Her und Kicks After Six genannt.
Im November 1990 veröffentlichte die Band das Album. Neben dem Superhit Wind of Change sind auf Crazy World weitere Lieder zu finden, die sich zu Klassikern entwickelten, beispielsweise die Ballade Send me an Angel und der Rocker Tease me Please me.
Im Jahr 1991 lud Michail Gorbatschow die Scorpions als erste Rockband in den Kreml ein – wenige Tage vor dem Zusammenbruch der Sowjetunion. Insgesamt kann das Jahr 1991 als das erfolgreichste Jahr in der Geschichte der Band angesehen werden: Wind of Change erreichte in elf Ländern den 1. Platz der Hitparaden und wurde zur erfolgreichsten Single des Jahres weltweit, selbiges gilt für das Album Crazy World, das bislang erfolgreichste Werk der Band. Es wurde das erste Nummer-1-Album der Band in Deutschland und erreichte Doppelplatin. In den USA erreichte Crazy World Multiplatin. 1990/1991 wurde das Album etwa 8,5 Millionen Mal verkauft. Bis heute hat sich das Album weltweit über 16 Millionen Mal verkauft.
1992 veröffentlichte die Band ihr erstes Remixalbum Still Loving You. Es enthält neun der erfolgreichsten Balladen der Band, zusätzlich den Welthit Wind of Change in der originalen Albumversion und als Bonus-Track Living for Tomorrow, live aufgenommen in Leningrad. Das Album schaffte den Sprung unter die Top 20 der deutschen Album-Charts. Im selben Jahr verließ der Bassist und Geschäftsführer der Scorpions GmbH Francis Buchholz die Band.
Während der Expo 92 in Sevilla gaben sie im Deutschen Pavillon ein Akustikkonzert.

##### Crazy World Tour
Die Crazy World Tour ging vom 25. November 1990 bis 5. November 1991 und umfasste mehr als 150 Konzerte in ganz Europa, Nordamerika und Japan. Sie spielten auf der Tour unter anderem je zweimal im Zürcher Hallenstadion, in der Dortmunder Westfalenhalle und in der Münchener Olympiahalle. Die beiden Konzerte in der Deutschlandhalle von Berlin wurden auf Video (1991) und auf DVD veröffentlicht. Auch in der Londoner Wembley Arena traten sie gleich doppelt auf. Allein 92 Konzerte spielten sie in ganz Nordamerika, auch, wie 1984, zweimal im Forum von Los Angeles. Die Band Motörhead war bei diesen beiden Konzerten im Vorprogramm. Jon Bon Jovi und Richie Sambora waren special guests beim Auftritt am 26. Mai 1991 in Miami. Die weiteren Vorbands auf der Tour waren u. a. Winger, Trixxter und Mr. Big. Die Tournee war die größte und aufwendigste in den Jahren 1990/91 und die größte seit der Steel Wheels/Urban Jungle Tour der Rolling Stones von 1989.

### 1993 bis 1999: Die schwierigen Jahre

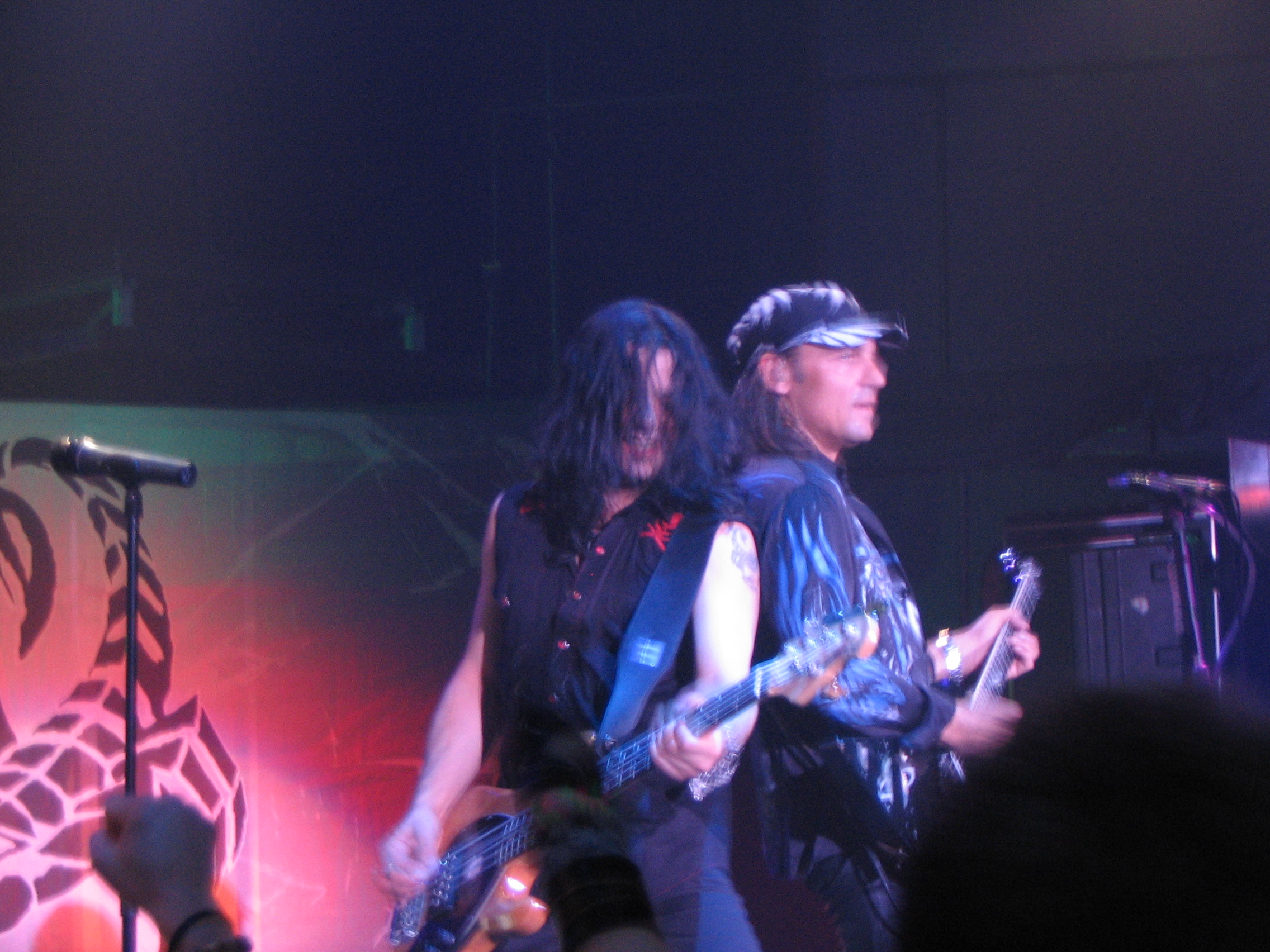
Paweł Mąciwoda und Matthias Jabs, 2005

Das 1993 erschienene Album Face the Heat, auf dem Buchholz’ Nachfolger Ralph Rieckermann den Bass zupft, aber auch die darauf folgenden Alben konnten nicht an den kommerziellen Erfolg der mit Francis Buchholz aufgenommenen Alben anknüpfen. Die Face the Heat Worldtour startete am 14. September 1993 mit einem Konzert im Panionios Stadion in Athen und endete am 20. Juli 1994 in Sunrise, USA. Die Scorpions hatten zum ersten Mal in ihrer Karriere Mühe, bei ihrer Tournee in den USA genügend Karten zu verkaufen. Die Tournee führte die Band auch in Länder wie Mexiko, Argentinien, Brasilien, Chile und Venezuela. Michael Schenker war bei der Face-the-Heat-Tour als Gastmusiker dabei. Die elf Deutschland-Konzerte der Tour besuchten rund 100.000 Zuschauer. Insgesamt kamen mehr als 2 Millionen Besucher zu den Konzerten der Welttournee. Als Vorbands traten u. a. King’s X, Sepultura und Duff McKagan auf.
1994 wurden die Scorpions von Priscilla und Lisa Marie Presley zum Gedenkkonzert für Elvis Presley eingeladen. 1995 steuerten sie das Lied White Dove zu einem Benefizkonzert für Ruanda bei. Es ist eine Neuinterpretation eines Liedes der ungarischen Band Omega. Nach dem Livealbum Live Bites verließ Rarebell 1996 die Band.
Für die Aufnahmen zum nächsten Studioalbum, Pure Instinct, wurde der Schlagzeuger Curt Cress engagiert, der schon für Saga, Tina Turner, Meat Loaf, BAP und viele weitere renommierte Acts gespielt hatte. Der neue Bandmanager Stewart Young stellte den Kontakt zum Kalifornier James Kottak (vormals Mitglied bei Kingdom Come) her, der für die anstehende Tournee in die Band einstieg. Start der Pure Instict Tour war am 1. Mai 1996 im Hard-Rock-Café in Kuala Lumpur. Neben den üblichen Konzerten in Europa und Amerika, wo unter anderen Alice Cooper bei den über fünfzig Konzerten im Vorprogramm auftrat, spielten die Scorpions auch in Malaysia, Thailand und den Philippinen sowie als erste internationale Hardrock-Band nach Beendigung des Libanesischen Bürgerkrieges in Beirut. Auf der Welttournee machten sie auch in Bremerhaven halt und spielten dort am 24. August 1996 auf einer schwimmenden Bühne in der Wesermündung vor etwa 80.000 Zuschauern, die das Konzert vom gegenüberliegenden Ufer aus verfolgten. Die Leningrad Cowboys und Apocalyptica spielten im Vorprogramm, Radio Bremen zeichnete die Show fürs Fernsehen auf. Die Band Gotthard begleitete die Scorpions als Vorband bei vielen Europa-Konzerten der Tour 1996/97. 1997 spielten die Scorpions in Deutschland unter dem Titel Giants of Rock Open-Air-Shows zusammen mit Meat Loaf und mehrere Festivals in Südamerika mit Bruce Dickinson, der Jason Bonham Band und anderen. Das letzte Konzert der Tournee fand am 22. November 1997 in Buenos Aires statt. Im Sommer 1998 folgten noch drei Konzerte in Bonn, Minsk und Oulu.
Am 3. Oktober 1998 traten sie zum Tag der Deutschen Einheit in Hannover beim Konzert Rock for Germany, u. a. mit BAP, Bell, Book & Candle und Die Prinzen, als Headliner auf.

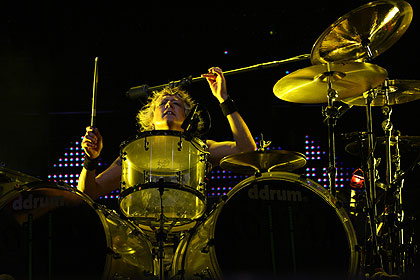
James Kottak, 2010

1999 meldeten sich die Scorpions mit dem Album Eye II Eye zurück und erhielten für die moderne und elektrolastige Ausrichtung seitens der Musikpresse und der Fans viel Kritik. Darüber hinaus war mit Du bist so schmutzig erstmals ein auf Deutsch verfasstes Lied auf dem Album vertreten. Es war das erste Studioalbum mit James Kottak am Schlagzeug. Auf der Welt-Tournee zur Platte spielten die Scorpions rund 50 Konzerte mit Mötley Crüe unter dem Motto Maximum Rock Tour in Nordamerika und wurden in München von Michael Jackson zum Benefizfestival Michael Jackson & Friends eingeladen. Bei den Konzerten in Europa war die Band Cut vom Ex-Stiltskin und Genesis-Sänger Ray Wilson als Vorgruppe mit den Scorpions unterwegs. Darüber hinaus spielten sie am 9. November 1999 mit 166 Cellisten der Berliner Philharmoniker zum Jubiläum des Mauerfalls Wind of Change vor dem Brandenburger Tor in Berlin.

### 2000 bis 2001: Projekte Moment of Glory und Acoustica
Das Jahrtausend begannen die Scorpions mit neuen musikalischen Entwicklungen. Bereits seit 1995 suchten die Berliner Philharmoniker eine geeignete Band für ein Crossover-Projekt. Die Scorpions fingen bereits Mitte der Neunziger mit den Vorbereitungen zum gemeinsamen Projekt an. Beide Parteien mussten bei ihrer Planung das Timing der Weltausstellung EXPO 2000 berücksichtigen. Im Januar 2000 begannen schließlich die Aufnahmen des „Klassik Meets Rock“-Albums Moment of Glory. Es wurde am 19. Juni 2000 veröffentlicht; seine Uraufführung mit den Philharmonikern fand anlässlich der EXPO in Hannover am 22. Juni unter der Leitung des österreichischen Arrangeurs Christian Kolonovits statt. Das Konzert wurde im ZDF zeitversetzt übertragen und weltweit ausgestrahlt, es erschien wenig später auch auf DVD. Die Titelauswahl der Studio-CD und des Live-Konzertes weisen kleine Unterschiede auf. Sowohl beim Konzert als auch im Studio holten sich die Scorpions stimmliche Unterstützung vom Italiener Zucchero (bei Send Me an Angel), der US-Sängerin Lyn Liechty (bei Here in My Heart) und Ray Wilson (bei Big City Nights). Im gleichen Jahr spielten die Scorpions u. a. eine Rockshow vor 800.000 Zuschauern auf dem Flughafen Kraków-Pobiednik bei Krakau, Polen, das Bang Your Head-Festival in Balingen und einige Konzerte mit Orchestern in den USA.
Bereits im Februar 2001 folgten drei Unplugged-Konzerte in einem portugiesischen Kloster, die später unter dem Titel Acoustica erschienen. Dies bedeutete für die Scorpions eine erneute Zusammenarbeit mit Kolonovits. Während der Tour zum Acoustica-Album trat die Band u. a. in Paris vor 80.000 Besuchern auf dem Place de la République auf. In ihrer Heimatstadt Hannover gaben sie auf der Expo-Plaza ein Konzert und spielten in Moskau, im Olympiastadion von Seoul, Südkorea und zum ersten Mal in Indien – in Bangalore.

### 2002 bis 2009: Rückkehr zur Rockmusik

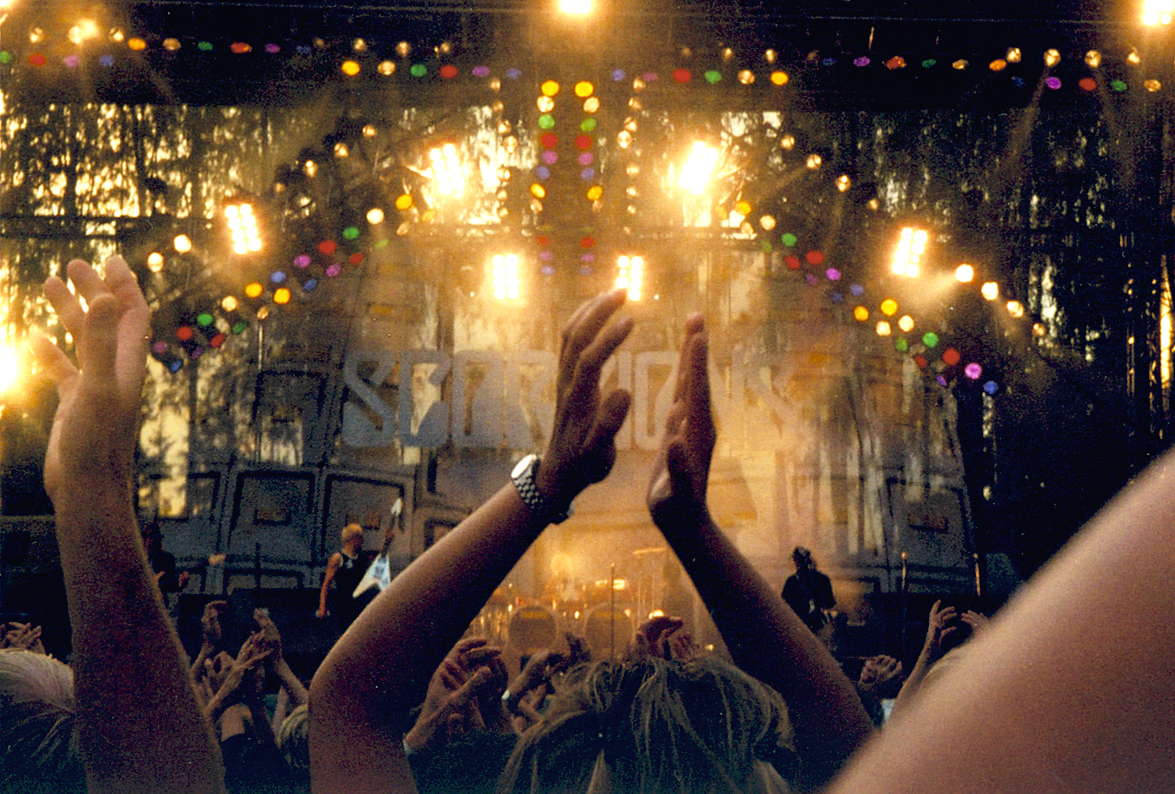
Scorpions in Finnland, 3. August 2003

Das Jahr 2002 verbrachte die Band auf einer Rock-Tour durch die großen Hallen der USA und Kanada mit Deep Purple und Dio und spielte dort 41 Shows. Dabei wechselten sich Deep Purple und die Scorpions als Headliner von Stadt zu Stadt ab. Weitere Auftritte folgten, unter anderem mit verschiedenen Sinfonieorchestern in Deutschland und mit einem Rockkonzert in Montego Bay, Jamaika. Im Oktober und November spielten die Scorpions eine ausgedehnte über 20 Konzerte umfassende Tour durch die Staaten der ehemaligen Sowjetunion und spielten als erste westliche Rockband in Städten östlich des Ural. Insgesamt über 70 Konzerte spielten sie im Jahr 2002.

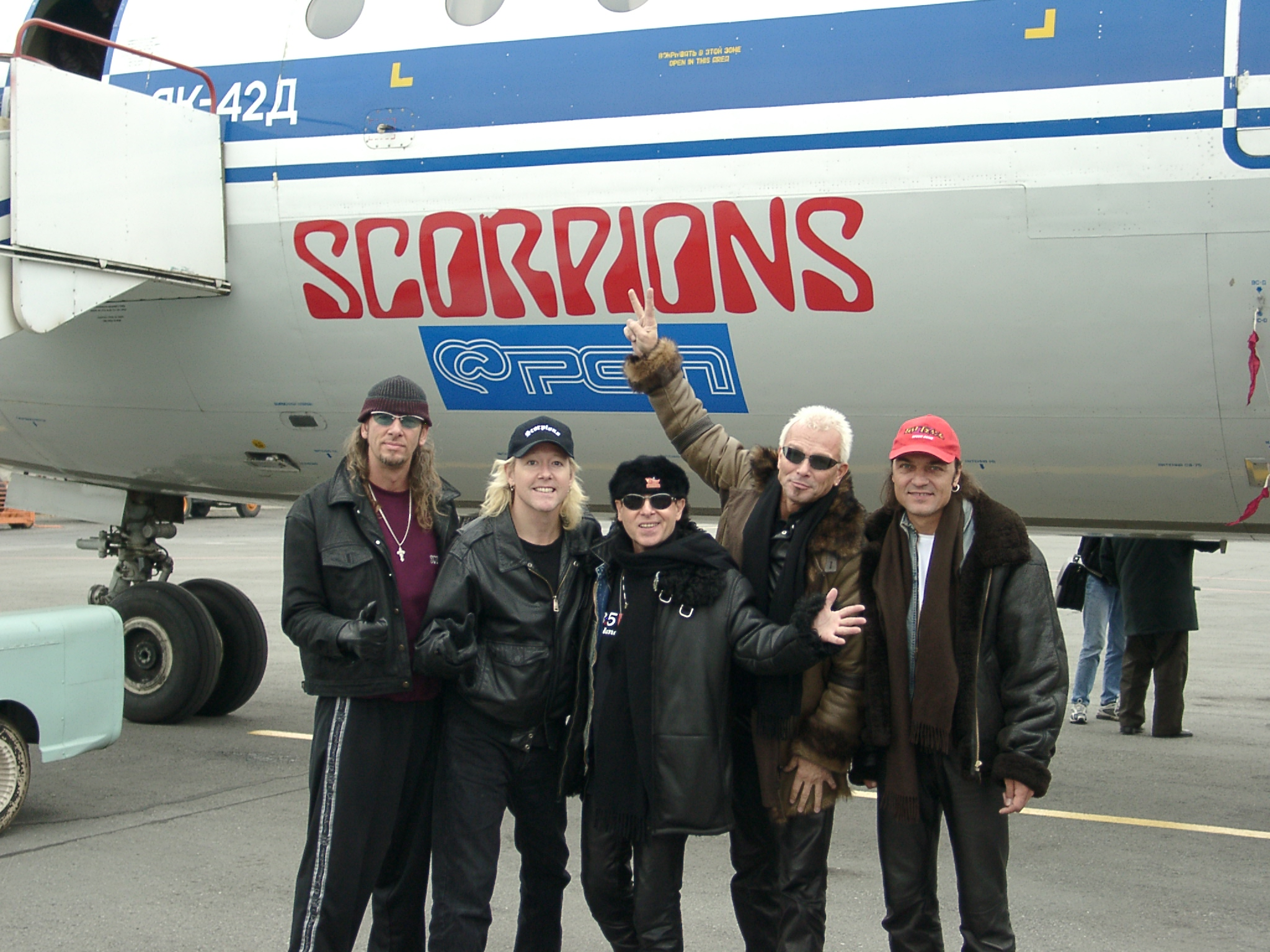
Die Scorpions während der Tour durch die ehemalige Sowjetunion (2002)

Eine weitere Tour mit 38 Konzerten als Headliner durch die großen Arenen Nordamerikas folgte im Frühjahr 2003 zusammen mit dem Co-Headliner Whitesnake sowie der Band Dokken. Beim Konzert am 2. Februar in Tampa Bay sang Brian Johnson von AC/DC das Lied Rock You Like a Hurricane mit den Scorpions. Am 3. August traten sie beim Festival Ankkarock in Helsinki, Finnland, auf. Am 6. September 2003 wurde den Scorpions die Ehre zuteil, zusammen mit dem Presidential Orchestra of the Russian Federation auf dem Roten Platz in Moskau zu spielen. Rund 500.000 Zuschauer sahen das Konzert, der bekannte Lichtkünstler Gert Hof illuminierte den großen Platz und Thomas Anders, ehemals Modern Talking, bildete das Vorprogramm. Das Konzert war im deutschen Fernsehen zu sehen, u. a. bei 3sat.

#### Unbreakable

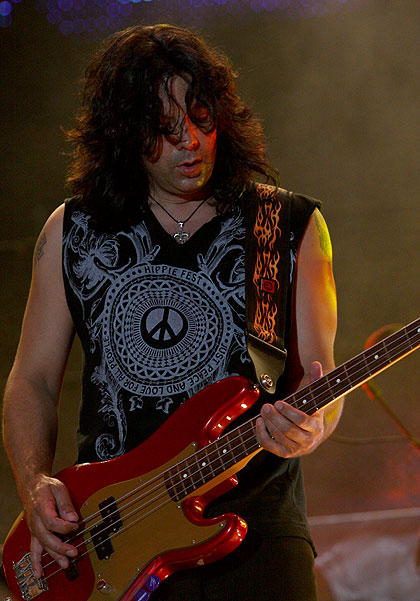
Paweł Mąciwoda, 2009

Im Januar 2004 gab die Band die Trennung vom Bassisten Ralph Rieckermann bekannt. Im Jahr 2004 erschien ihr Studioalbum Unbreakable, das für die Band nach vielen Experimenten und Ausflügen in andere Stilrichtungen die Rückkehr zu ihren Hard-Rock-Wurzeln bedeutete. Es wurde nach dreimonatiger Studioarbeit in den Peppermint-Park-Studios in ihrer Heimatstadt Hannover fertiggestellt. Hier spielt erstmals der neue Bassist Paweł Mąciwoda mit. Laut Rudolf Schenker ist es ein Album, das die alte und die neue Generation der Scorpions-Fans zusammenbringt. Vor Veröffentlichung des Albums trat die Band bei zwei Konzerten in Odessa und Kiew, Ukraine auf. Am 9. Mai 2004 wurde das Album mit einem CD-Release-Konzert im Kronebau des Zirkus Krone in München der Öffentlichkeit vorgestellt. Während der Unbreakable-Tournee spielten sie 2004 über 30 Konzerte in den USA und Kanada, beispielsweise zweimal in Los Angeles, mit Tesla und Keith Emerson im Vorprogramm. Eine Konzertreise durch Großbritannien mit Judas Priest folgte. Am 25. Juni 2004 spielten sie auf der Donauinsel in Wien. Dieses Konzert wurde mitgeschnitten und auf DVD veröffentlicht. Die Tournee führte die Band auch nach Asien. Sie hatten 2005 je einen Auftritt in Dubai, den Vereinigten Arabischen Emiraten und in Doha. In Paris spielten sie im berühmten Olympia (Paris) und am 10. September 2005 in Colmar, Frankreich. Bei dem Konzert war Uli Jon Roth zu Gast und spielte das erste Mal seit 1978 wieder mit den Scorpions. Das Konzert im Jahr 2005 im ausverkauften Karasaiki Stadion von Athen wurde live vom griechischen Fernsehen übertragen. Während der Tour spielte die Band im Juli 2005 vor 30.000 Zuschauern in Israel im Bloomfield Stadion von Tel Aviv, die israelische Sängerin Liel Kolet sang bei diesem Konzert das Lied Send Me an Angel zusammen mit Klaus Meine. Im November 2005 gaben sie ein Konzert vor den Pyramiden in Ägypten. 19.000 Zuschauer sahen das Konzert.
Am 7. Juni 2006 spielten sie anlässlich der bevorstehenden Fußball-WM auf dem Fan-Fest in Hannover als letzte Gruppe. Vor 35.000 Besuchern traten die bekanntesten Rock- und Pop-Musiker Hannovers nacheinander auf, unter anderem Fury in the Slaughterhouse und Heinz-Rudolf Kunze. Am 3. August 2006 spielten sie ein Konzert auf dem Wacken Open Air, an dem auch ehemalige Mitglieder beteiligt waren und von dem 2007 eine DVD mit dem Titel A Night to Remember – A Journey Through Time erschien. 2006 spielten sie auch ein Konzert vor etwa 90.000 Zuschauern in der Mongolei in Ulaanbaatar, sowie drei Konzerte in den USA und eines, vor über 100.000 Zuschauern, in Québec, Kanada. Während der Unbreakable-Welt-Tournee 2004–2006 spielten sie insgesamt etwa 140 Konzerte.

#### Humanity
2007 waren die Scorpions mit dem Hit-Produzenten Desmond Child in Los Angeles im Studio. Das Album Humanity – Hour I ist am 25. Mai 2007 erschienen und kann als das bislang einzige Konzeptalbum der Band bezeichnet werden – eine Idee, die hauptsächlich Child zugerechnet werden kann. Es basiert auf einem Roman von Liam Carl und thematisiert den Krieg zwischen Menschen und Maschinen. Billy Corgan, Sänger der Band Smashing Pumpkins, singt bei dem Lied The Cross mit. Beim Titeltrack Hour I spielt der Rob-Zombie-Gitarrist John 5 mit. Er ist vor allem bekannt geworden als Gitarrist von Marilyn Manson. Gemeinsam mit Rudolf Schenker, James Michael und Desmond Child schrieb er das Lied. Auch Eric Bazilian, Gründungsmitglied der Band The Hooters arbeitete am Album mit. Die Platte erhielt diverse Gold- und Platinauszeichnungen weltweit.

##### Humanity World Tour
Die anschließende Humanity-Worldtour führte 2007–2009 durch 36 Länder und umfasste 161 Konzerte. Sie begann am 2. März 2007 mit einem Konzert im Staatlichen Kremlpalast von Moskau und führte auch wieder in die USA und Kanada, wo sie 2007 ein Dutzend und in Kanada sechs Konzerte gaben, zum Beispiel spielten sie im Beacon Theater in New York. Am 18. Juni 2007 war in Athen im Karaiskakis-Stadion, wo sie auch schon die beiden Jahre zuvor auftraten, ein Scorpions Festival. Uli Jon Roth war Gast, Joe Cocker sowie Juliette and the Licks waren im Vorprogramm. Am 10. August 2007 traten die Scorpions vor 40.000 Zuschauern in Manaus im Amazonas-Gebiet von Brasilien auf und unterstützten mit diesem Konzert eine Greenpeace-Aktion zum Schutz des Regenwaldes. Das Konzert wurde im brasilianischen Fernsehen live gezeigt. Im Dezember 2007 spielten sie drei Konzerte in Indien, u. a. in Bombay, Shillong, wo 45.000 Zuschauer das Konzert sahen, und in Bangalore. Mit Uli Jon Roth spielten sie mehrere Konzerte in Frankreich, zum Beispiel im Zenith Paris. 2008 spielten sie in Straßburg mit Uli Jon Roth und Rudy Lenners vor etwa 11.500 Zuschauern im Zenith Europa. Während der Humanity-Welttournee 2008 trat die Band auch wieder in Russland auf und spielte dort eine zwölf Konzerte umfassende Tournee. Die Scorpions spielten 2008 eine Rock-Acoustic Tournee durch Brasilien, Mexiko und Trinidad & Tobago. In Mexiko-Stadt traten sie im Foro Sol Stadion auf. Andreas Kisser von Sepultura und weitere Brasilianische Musiker waren als Mitmusiker bei den Konzerten dabei und unterstützten die Scorpions besonders bei den Acoustic-Parts der Auftritte. Das Konzert, das die Band am 7. September in Recife gab, sowie Ausschnitte von der Manaus-Show 2007 und ein Greenpeace-Special, wurden auf der DVD Amazonia – Live in the Jungle veröffentlicht. Ein Teil der Verkaufserlöse der DVD gehen an Greenpeace. Zusammen mit Michael Schenker und Uli Jon Roth spielten sie auf der Tour einige Konzerte, u. a. zum wiederholten mal im Hammersmith Odeon, London, in Großbritannien. Am 19. November wurde das Tourjahr 2008 mit einem Akustik-Konzert in Estoril, Portugal, beendet. Alleine im Jahr 2007 sahen eine Million, und 2008 eine knappe Million Zuschauer die Konzerte der Band.
Ab Anfang April 2009 wurde die Tournee fortgesetzt. Die Scorpions traten in Montbéliard, Frankreich auf. Bei diesem Auftritt wirkte Uli Jon Roth mit, und bei zwei Konzerten in Ungarn und der Slowakei war die Band Omega Gast der Scorpions. Vom 14. Juni bis 28. Juni gastierten sie in Russland unter dem Motto Monsters of Rock als Headliner bei einer acht Konzerte umfassenden Tour, die hauptsächlich in Fußballstadien stattfand. Die Bands The Rasmus, Kingdom Come sowie Alice Cooper begleiteten die Scorpions bei dieser Tour. In Griechenland spielte die Band einige Konzerte, darunter wieder ein Scorpions-Festival im mit 40.000 Besuchern ausverkauften Karaiskaki Stadium von Athen. Bei diesem Konzert traten Michael Schenker, Herman Rarebell, Uli Jon Roth sowie Athena Kottak (Ehefrau von Schlagzeuger James Kottak und Schlagzeugerin der gemeinsamen Band Kottak) und der griechische Musiker Vassilis Papakonstantinou als Gastmusiker auf. Am 2. Oktober traten die Scorpions unter dem Motto A Night to Remember zusammen mit Michael Schenker und Uli Jon Roth in der Grugahalle in Essen auf. Das Konzert wurde exklusiv von Konzert Online auf USB-Stick aufgezeichnet und nach dem Konzert verkauft. Am 23. Oktober eröffneten die Scorpions das traditionsreiche Festival Avo Session Basel. Mit zwei Konzerten am 5. und 6. Dezember in der polnischen Stadt Zabrze beendeten sie das Tourjahr 2009.

### 2010 bis 2014: Die Sting-in-the-Tail-Ära – Der Stachel sticht noch

#### 2010 bis 2012: Vermeintlicher Abschied
Am 24. Januar 2010 gab die Band auf ihrer Webseite bekannt, dass sie sich nach der anstehenden Albumveröffentlichung und Welttournee auflösen wolle. Rudolf Schenker sagte, dass die Band in Würde abtreten wolle. Am 19. März 2010 erschien das als letztes Studioalbum angekündigte Werk Sting in the Tail. Dieses stieg auf dem 2. Platz in den Media Control Charts ein und wurde nach einem Monat bereits mit Gold für 100.000 verkaufte Exemplare allein in Deutschland ausgezeichnet. In Griechenland erreichte das Album den 1. Platz der Charts und in Europa den 7. Platz. In den US-Billboard-Charts stieg das Album auf dem 23. Platz ein. Sting in The Tail stand auf dem 1. Platz der Classic-Rock-Charts. Das Lied Raised on Rock stieg auf dem 2. Platz der Classic-Rock-Mediabase-Charts ein und gehörte 2010 zu den am meisten gespielten Liedern bei den US-Rock-Radio-Stationen. Die finnische Sopranistin und ehemalige Sängerin der Symphonic-Metal-Band Nightwish, Tarja Turunen, trägt als Gastsängerin ihren Teil zu dem Lied The Good Die Young auf dem Album bei. Im November 2011 erschien das Album Comeblack, das neben Neuaufnahmen von Bandklassikern auch einige Coverversionen enthält.

##### Get-Your-Sting-and-Blackout-/Final-Sting-Welttournee

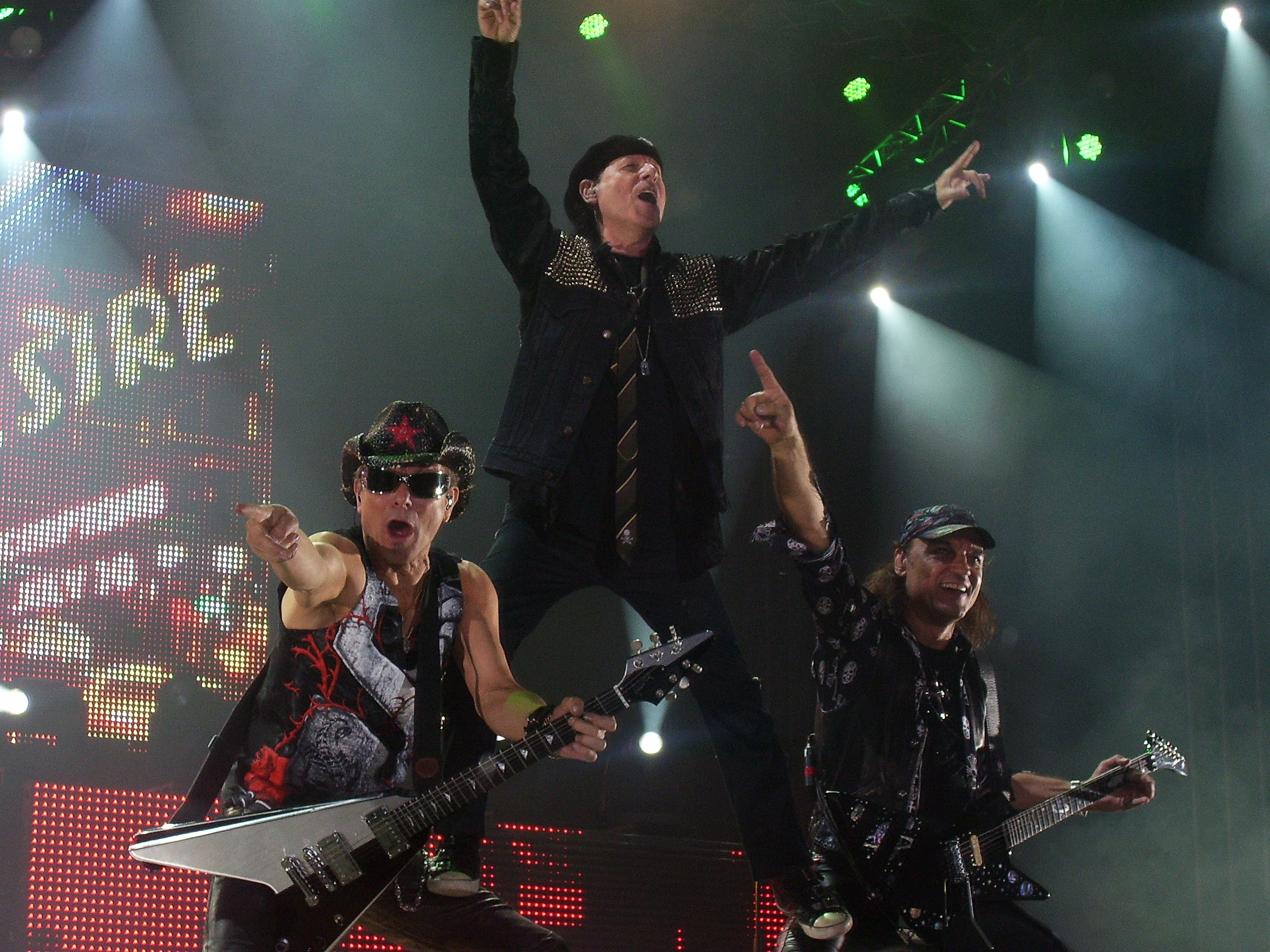
Scorpions live in Bulgarien

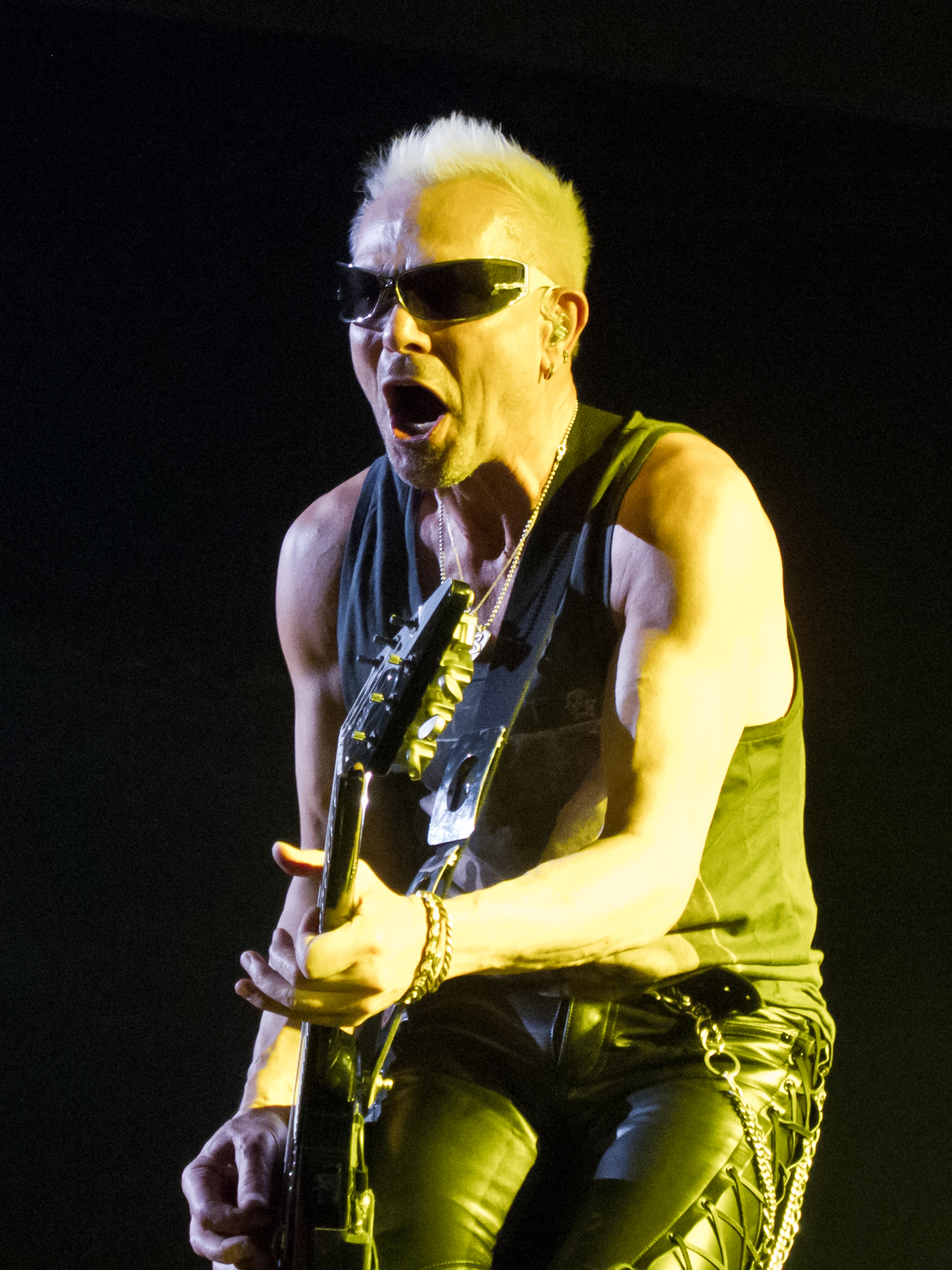
Rudolf Schenker live in Madrid 2014

Im März 2010 begannen die Scorpions ihre Abschiedstournee Get Your Sting and Blackout Worldtour mit einem Konzert am 15. März 2010 in der O2 Arena in Prag, Tschechien, und am 18. März im Ice Palace in Moskau, Russland. In Deutschland startete die Tournee mit ihrem Auftritt am 7. Mai 2010 in der Arena Leipzig. Viele der Konzerte im Jahr 2010 wurden live aufgenommen und auf USB-Sticks zum Kauf angeboten. Insgesamt gaben sie 2010 dreizehn Konzerte in ihrem Heimatland, mit Ausnahme des Konzertes in Recklinghausen spielte die Band Edguy als special guest im Vorprogramm aller Deutschlandkonzerte. Über 100.000 Zuschauer sahen die Konzerte der Band in Deutschland.
Am 18. Juni 2010 startete die Band den Nordamerikateil ihrer Welttournee in Holmdel, New Jersey. Während der zweimonatigen Tour gaben die Scorpions 38 Konzerte, von denen die meisten in Open-Air-Arenen stattfanden und größtenteils ausverkauft bzw. sehr gut besucht waren. im Vorprogramm spielten u. a. Ratt, Cinderella, MSG und Dokken. Die ehemaligen Mitglieder Herman Rarebell und Michael Schenker waren bei einigen Konzerten als Gastmusiker dabei, wie auch Drummer-Legende Carmine Appice, Jeff Keith von Tesla, Vince Neil oder Musiker der Band Ratt. Im September führte sie die Tournee nach Lateinamerika. Ab Oktober kehrten sie nach Europa zurück und spielten dort wieder in Deutschland und Frankreich sowie in weiteren Ländern Europas. Insgesamt spielten die Scorpions mehr als 90 Konzerte im Jahr 2010. Die Band erreichte 2010 den 27. Platz unter den erfolgreichsten Tourneen weltweit. (5. Platz in der Kategorie Rock) 2011 wurde die Tournee fortgesetzt und führte die Band auch nach Asien und Russland. Im Sommer 2011 traten sie in Deutschland bei einigen Open-Air-Konzerten, u. a. in Bielefeld und bei einem NDR-2-Festival auf der Meyer-Werft Papenburg, auf.
Unter dem Motto Final Sting spielte die Band ab November 2011 Konzerte in Europa, Nordamerika, Mittel- und Südamerika und Asien. In Deutschland gaben die Scorpions während der Final-Sting-Tour 2012 vier Hallenkonzerte (Stuttgart, Frankfurt, München und Oberhausen) und traten am 4. August 2012 beim Wacken Open Air auf. Schwerpunkte der Tournee 2012 lagen in Frankreich und Russland, wo sie unter anderem gleich drei Konzerte in Moskaus Crocus City Hall spielten. Am 24. Mai 2012 war die Band Gast beim Mawazine-Festival in Rabat, Marokko und spielten erstmals in diesem Land. Neben den Scorpions traten u. a. Evanescence, Lenny Kravitz und Mariah Carey auf.
Im Sommer 2012 ging die Band zum zweiten Mal ausgiebig in Nordamerika auf Tournee und spielte dort 21 Konzerte, unter anderem im Staples Center in Los Angeles.
2010 nahmen die Scorpions 35,4 Millionen Dollar ein und landeten auf dem 37. Platz im Pollstar-Ranking der umsatzstärksten Tourneen. 2011 nahmen sie 29,5 Millionen Dollar ein und landeten auf dem 54. Platz im Pollstar-Ranking. Die Final-Sting-Tour von 2012 erreichte mit Einnahmen von 32,7 Millionen Dollar im Pollstar-Ranking der umsatzstärksten Tourneen den 38. Platz. Zwischen 2010 und 2012 gaben sie 217 Konzerte.

#### 2013 bis 2014: MTV Unplugged/Rock „n“ Roll Forever Tour

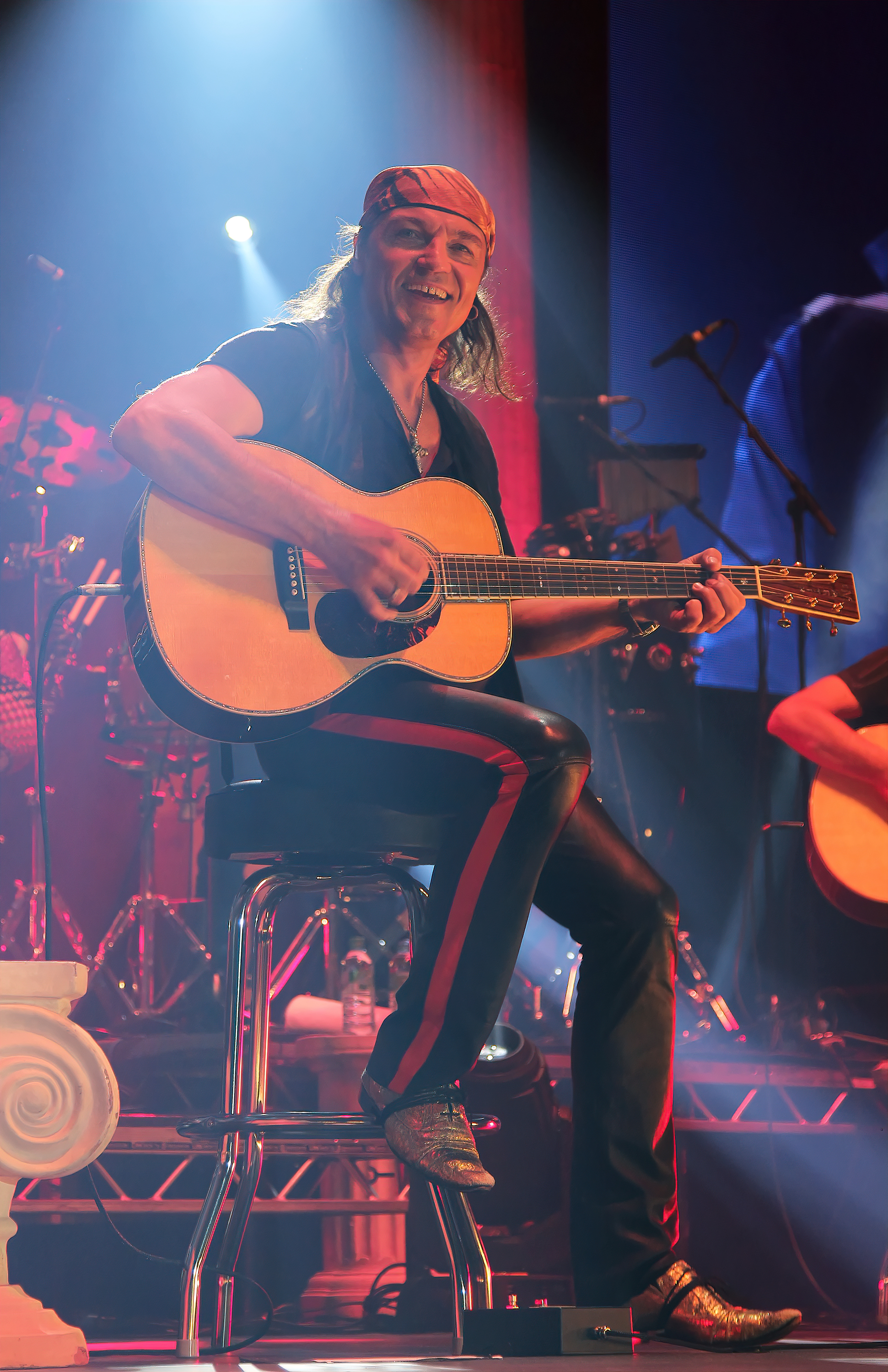
Matthias Jabs MTV Unplugged 2014

Am 18. Januar 2013 gab die Band ihren „Rücktritt vom Rücktritt“ bekannt, so dass sie nach ihrer Welttournee doch weitermachen will aber keine weiteren langen Tourneen mehr plant, jedoch das eine oder andere Konzert doch noch geben möchte. Im Juli 2013 starteten die Scorpions ihre Rock’n’Roll Forever Tour und spielten als Headliner bei einem Festival in Dnipropetrowsk und traten danach beim Byblos Festival im Libanon auf.
Im September 2013 gaben die Scorpions im Amphitheater am Lykabettus in Athen drei Akustikkonzerte. Zwei dieser Konzerte wurden von MTV für MTV Unplugged aufgezeichnet. Als Gastsänger waren Morten Harket bei Wind of Change, CÄTHE bei In Trance und Johannes Strate bei Rock You Like a Hurricane beteiligt. Im November 2013 folgte die Veröffentlichung ihres Albums MTV Unplugged – in Athens. Im Oktober und November 2013 hat die Band gemeinsam mit dem Sofia-Symphony-Orchester 7 Konzerte in Belarus, Russland, u. a. in Moskau und Sankt Petersburg sowie in der Ukraine gespielt. Im November 2013 gingen sie auf eine Kurztournee durch das Baltikum und Finnland.

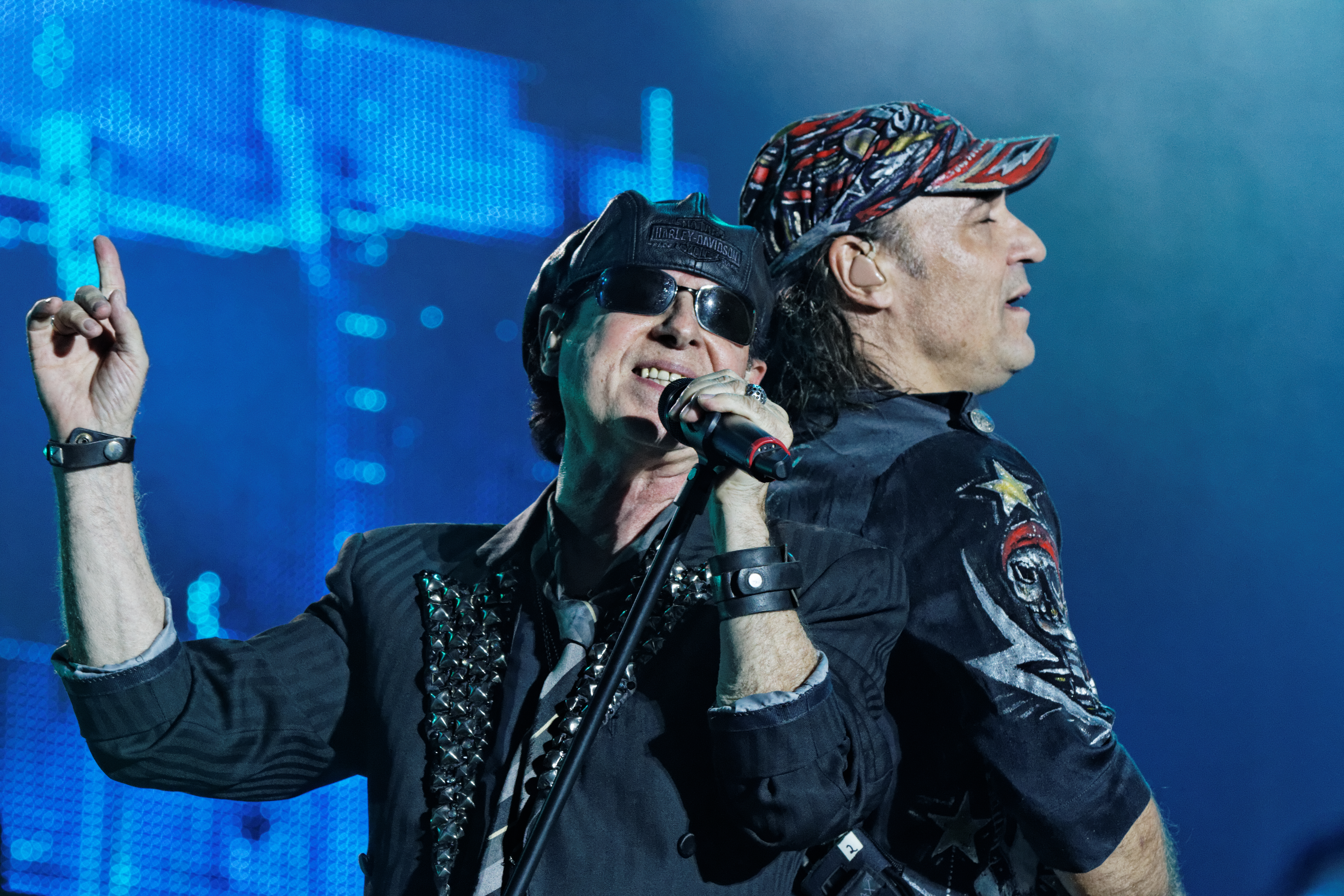
Scorpions im Rahmen des Festivals der Menschheit (fête de l’Humanité) 2014

2014 nahm die Band ein Cover des Rainbow-Songs The Temple of the King vom Album Ritchie Blackmore’s Rainbow auf. Es erschien am 1. April 2014 auf dem Gedenk-Album This Is Your Life für Ronnie James Dio, für das außer ihnen unter anderem auch Anthrax, Doro, Metallica, Motörhead, Rob Halford und Tenacious D Songs beisteuerten. Alle Einnahmen gehen an Dios Krebs-Stiftung.
Die Rock’n’Roll Forever Tour wurde 2014 fortgesetzt. Die Band war am 7. und 8. März 2014 in Madrids Palacio Vistalegre zu Gast und startete damit das Tourjahr 2014. Im Anschluss folgte der zweite Teil der Orchester-Tour durch Russland. Ende April und Anfang Mai 2014 gaben sie fünf Konzerte in Deutschland (Kempten, München, Stuttgart, Hamburg und Köln) mit dem MTV-Unplugged-Programm. Am 16. Juni 2014 traten sie mit der Ungarischen Band Omega vor 200.000 Besuchern auf dem Heldenplatz in Budapest auf. Im Laufe des Jahres folgten weitere Konzerte u. a. in Schweden, Italien und Frankreich. James Kottak machte in dieser Zeit auf sich aufmerksam, als er am Dubai International Airport verhaftet wurde und einen Monat in Dubai im Gefängnis saß. Er hatte unter anderem betrunken seine Hose heruntergezogen und Menschen beleidigt. Für die Konzerte von 2014 wurde er durch Johan Franzon ersetzt. 50 Konzerte gaben sie in den Jahren 2013 und 2014.

### 2015 bis 2020: 50-jähriges Jubiläum – Return to Forever
Am 20. Februar 2015 erschien zu ihrem 50-jährigen Bandjubiläum die Platte Return to Forever. Das Album stieg auf dem 2. Platz der deutschen Albumcharts ein und erreichte Topplatzierungen in weiteren Charts, beispielsweise erreicht es den 5. Platz in Frankreich. In die US-Billboard-Charts stieg es auf dem 33. Platz ein. In ihrer 50-jährigen Geschichte waren die Scorpions mehr als 500 Wochen in den deutschen Albumcharts und weitere 171 Wochen in den Singlecharts vertreten.
Im November 2015 erschienen zum Bandjubiläum acht Albumklassiker der Jahre 1977 bis 1988 (Taken by Force bis Savage Amusement) in neu abgemischten Versionen und mit unveröffentlichten Liedern und Livemitschnitten, beispielsweise dem Konzert der Band im Madison Square Garden von New York im Jahr 1984. Fünf der acht Alben (Tokyo Tapes, Lovedrive, Blackout, Love at First Sting und World Wide Live) sowie die Vinylbox mit allen Alben stiegen zeitgleich in die deutschen Albumcharts ein.

#### 50th Anniversary Tour
Im August 2014 kündigte die Band für 2015 ihre 50th Anniversary Tour an. Die Jubiläumstournee sollte bis ins Jahr 2016 andauern und Konzerte in Europa (u. a. in Maidstone, Großbritannien, Frankreich, Italien), den USA und Asien umfassen. Start der Tournee war ein Auftritt am 1. Mai 2015 auf dem Chang Jiang Music Festival in Zhenjiang in China. Im September und Oktober 2015 gaben die Scorpions 16 Konzerte in den USA und Kanada, u. a. in der Allstate Arena von Chicago, in der Barclays Arena in New York und im Forum Los Angeles. Das Konzert in New York wurde live weltweit im Internet per Stream übertragen und im März 2016 mit der Tour Edition des Albums Return to Forever auf DVD veröffentlicht. Im November und Dezember 2015 folgten weitere Konzerte in Europa. Im Februar 2016 wurde die Tournee mit Konzerten in Osteuropa fortgesetzt. Die Hallen-Tournee durch Deutschland im März 2016 mit neun Terminen musste aufgrund einer Kehlkopf- und Luftröhrenentzündung Klaus Meines nach einigen Shows abgebrochen werden und wurde im November und Dezember 2016 fortgesetzt. Ab Mai 2016 folgten weitere Konzerte unter anderem als Headliner auf dem Festival Carolina Rebellion, das erste Mal im legendären Grand Ole Opry in Nashville und unter dem Motto Blacked out in Vegas fünf Shows im The Joint des Hard Rock Hotel and Casino in Las Vegas in den USA, wo insgesamt ein Dutzend Konzerte stattfanden. Für die Shows ab Mai 2016 wurde Drummer Mikkey Dee verpflichtet, da James Kottak krankheitsbedingt bis Ende des Jahres ausfiel. Weitere Konzerte folgten in Mexiko, Europa und Südamerika. Im September 2016 wurde Mikkey Dee offizielles Bandmitglied. Im Oktober 2016 gaben die Scorpions in Asien einige Konzerte (Taiwan, Singapur, Japan) und zum ersten Mal in Vietnam. Am 15. Oktober 2016 spielten sie in Neukaledonien auf einer Pferderennbahn im Hippodrome Henry Milliard und am 18. Oktober 2016 gab die Band ihr erstes Konzert in Australien, wo sie im Palais Theater von Melbourne spielten. Das letzte Konzert der Tournee fand am 2. Dezember 2016 in der Mercedes-Benz Arena in Berlin statt. Insgesamt gaben die Scorpions 126 Konzerte während ihrer Anniversary Tournee 2015/16.
Im Pollstar-Ranking der erfolgreichsten Tourneen belegte die Band 2015 mit 22,4 Millionen Dollar Umsatz Rang 79 und 2016 mit 26,2 Millionen Dollar Rang 68.

#### 2017 bis 2020: Crazy World Tour II
Am 24. November 2017 veröffentlichte die Band ihren Sampler Born to touch your Feelings, der eine Zusammenstellung der beliebtesten Rock-Balladen und zwei neue Songs beinhaltet.
Nach einer längeren Pause im ersten Halbjahr 2017 ging die Band unter dem Motto Crazy World Tour 2017 wieder auf Tournee; das erste Konzert fand am 6. Juni in Axone in Frankreich statt, weitere Auftritte waren beispielsweise auf dem Sweden Rock Festival am 9. Juni 2017, am 11. Juni 2017 auf dem Hessentag 2017 in Rüsselsheim, am 17. Juli im Amphitheater von Nîmes, Frankreich und am 23. Juli 2017 beim Schwörfestival auf dem Münsterplatz in Ulm. Am 24. Juni 2017 spielte die Band als Headliner auf dem Life-Festival in Auschwitz, Polen. Im September 2017 begann die Band eine Tournee mit Megadeth als special guest durch Nordamerika; u. a. gaben sie Konzerte im Forum in Los Angeles und im Madison Square Garden in New York City. Nach dem Los Angeles-Konzert am 7. Oktober 2017 gab die Band bekannt, dass aufgrund einer Kehlkopfentzündung von Klaus Meine die restlichen Tourdaten in den USA abgesagt werden müssen. Im Oktober und November spielten sie eine Tournee durch Russland und Skandinavien. Im Dezember folgten einige Konzerte in Osteuropa, das Tourjahr 2017 endete am 1. Dezember mit einem Konzert in Danzig. 2017 nahmen die Scorpions 20,1 Millionen Dollar mit ihren Konzerten (30 von 37 kamen in die Wertung) ein und landeten auf Platz 97 im Pollstar-Ranking. Ab März 2018 wurde die Tournee fortgesetzt, u. a. mit Konzerten in Frankreich und Spanien, in Deutschland spielte die Band Auftritte im Schloss Salem und im Luitpoldspark in Bad Kissingen. Am 4. Mai 2018 gastierte die Band als Headliner auf dem Heaven and Hell Festival in Mexiko-Stadt. Im August und im September war die Band wieder in den USA unterwegs. Im November gastierten sie mit Def Leppard in Australien und Neuseeland und gaben Konzerte in Peking und Shanghai, China. 2018 nahmen die Scorpions 28,3 Millionen Dollar mit ihren Konzerten ein (bei 45 gewerteten Auftritten) und landeten auf Platz 62 im Pollstar-Ranking. Am 26. Januar 2019 wurde die Tournee mit einem Konzert im Choktaw Casino in Durant, Oklahoma in den USA fortgesetzt. Weitere Auftritte fanden ab Juni 2019 u. a. in Spanien, Frankreich, Italien und Polen statt. In Deutschland spielten sie ein Konzert beim Rosenheim-Sommerfestival in Rosenheim, am 18. August 2019 in Bonn und in Großbritannien beim Bloodstock Open Air. Beim Rock in Rio Festival im September und Oktober 2019 waren die Scorpions als special guest eingeladen und spielten am 4. Oktober vor den Headlinern Iron Maiden. Ihr Auftritt beim Rock in Rio 2019 wurde in einer Umfrage des Senders Globo zum besten Konzert des Tages und des gesamten Festivals gewählt, auf Platz zwei kam Bon Jovi. Weitere Konzerte spielten sie in Südamerika u.a mit Whitesnake und Helloween im Vorprogramm. Von Ende Oktober bis Mitte November begab sich die Band auf Tournee durch Russland, die Ukraine und Belarus. Im Pollstar-Ranking 2019 landeten die Scorpions mit 18,5 Millionen Euro Einnahmen durch Ticketverkäufe auf dem 91. Platz. 27 von 41 Konzerten wurden gewertet. Im Februar und März 2020 gaben sie Konzerte mit Whitesnake in Melbourne und Brisbane in Australien sowie in Indonesien und Singapur.

### 2020 bis 2023:Rock Believer
Im Juli 2020 war unter dem Motto Sin City Nights ein etwa einmonatiges Engagement mit neun Auftritten im Zappo Theater des Planet Hollywood Resort and Casino in Las Vegas, USA, geplant, dieses wurde aufgrund der COVID-19-Pandemie verschoben. Seit Frühjahr 2020 produzierten sie ein neues Album in ihren Heimstudios und im Peppermint-Park Studio Hannover. Ursprünglich wollte die Band das Album mit Produzent Greg Fidelman in Los Angeles aufnehmen. Anfangs kommunizierten die Scorpions aus Hannover mit Fidelman in Los Angeles über das Internet, dieses wurde aber aufgegeben und schließlich produzierte die Band das Album gemeinsam mit Hans Martin Buff in Eigenregie. Im Februar 2021 erzählte Klaus Meine im Podcast „Rodeo Radio“ von The BossHoss, dass die Veröffentlichung des neuen Albums für die zweite Jahreshälfte 2021 geplant sei. Ende September 2021 wurde dann jedoch auf ihrer Webseite die Veröffentlichung ihres 19. Studioalbums Rock Believer erst für Februar 2022 angekündigt. Anfang November 2021 erschien die erste Single Peacemaker und erreichte bereits kurz nach Veröffentlichung Platz 1 der US Classic Rock Charts.
Nach der Veröffentlichung des Albums folgte die Welt Tournee, die im März und April mit einer 9 Auftritten umfassenden Residency im Zappo Theater (7.000 Zuschauer) des Planet Hollywood Hotel Resort in Las Vegas begann. Am 6. Mai 2022 gaben die Scorpions aus Anlass des Golden Jubilee von Bangladesch ein Konzert im Madison Square Garden von New York. Im Anschluss folgten Konzerte quer durch Europa und im September und Oktober 24 Shows quer durch Nordamerika. Am 2. Dezember 2022 folgte ein Konzert beim Heaven and Hell Fest in Mexiko-Stadt. Seit April 2023 wurde die Tournee mit Auftritten in Südamerika, u.a Brasilien, fortgesetzt. Auftakt war am 8. April ein Konzert in San Salvador, der Hauptstadt von El Salvador. Im Sommer 2023 gab die Band Konzerte in Europa, darunter 6 Auftritte in Deutschland. Am 19. Mai 2023 spielten sie ein Konzert in der ZAG-Arena ihrer Heimat Hannover. Am 16. Juli 2023 endete die Tournee mit einem Konzert in Braga, Portugal.
Im Mai 2023 wurden 12 Alben der Scorpions als Colors of Rock edition von BMG auf Vinyl neu veröffentlicht. Darunter befinden sich neben Klassikern wie Lovedrive, Animal Magnetism, Blackout oder Love at First Sting auch die Alben Fly to the Rainbow oder Humanity Hour 1 und andere.

### 2024 und 2025: 40 Jahre Love at First Sting – 60 Jahre Scorpions
Am 6. August 2023 wurden die Scorpions als ein Headliner für das Wacken Open Air 2024 bekannt gegeben. Im März war ein Auftritt bei einem Festival in Mexiko geplant, dieser Auftritt musste aufgrund der Nachwirkungen einer Operation an der Wirbelsäule von Klaus Meine abgesagt werden. Vom 11. April 2024 bis 3. Mai 2024 waren die Scorpions im Bakkt Theater (vorher Zappo Theater) des Planet Hollywood in Las Vegas zu Gast und gaben zum Anlass des 40-jährigen Jubiläum ihres Hitalbums Love at first Sting unter dem Motto Love at First Sting Las Vegas 9 Konzerte. Insgesamt 8 der 9 Songs aus dem Love at First Sting Album fanden sich in der Setlist wieder, soviele wie nie zuvor. Im Anschluss machten die Scorpions in Saudi-Arabien halt und gaben am 17. Mai 2024 in der Etihad Arena in Abu Dhabi und einige Tage später in Istanbul, Türkei Konzerte. Im Anschluss folgten einige Auftritte im Juni und Juli in Europa und England, darunter als Headliner beim Rock in Rio Festival in Lissabon 2024, in der Wembley Arena in London, im Amphitheater Zenith Nancy oder im Nationalstadion Warschau. Für September 2024 waren 5 Konzerte in den Großen Hallen in Deutschland mit ihrer Love at First Sting Tour geplant. Am 23. August 2024 mussten diese Shows aufgrund einer Schweren Verletzung in Folge eines Unfalls von Matthias Jabs abgesagt werden. Laut Klaus Meine will die Band 2025 ihr 60-jähriges Jubiläum als Band feiern und Konzerte geben.
Am 23. September 2024 wurde eine Residency im PH Live at Planet Hollywood Resort and Casino (Bakkt Theater) in Las Vegas mit 5 Shows ab dem 27. Februar 2025 bekanntgegeben. Diese Auftritte wurden im Januar 2025 in den August 2025 verlegt, da Schlagzeuger Mikkey Dee nach einer Sepsis im Fuß in der Rehabilitation ist. Am 24. Oktober 2024 gab die Band in Hannover eine Pressekonferenz auf der zum 60 Jährigen Jubiläum unter dem Motto Coming Home to Hannover Scorpions and Friends  ein Konzert am [veraltet]5. Juli 2025 in der Heinz-von-Heiden Arena  angekündigt wurde. Als Special Guest wurde Judas Priest bestätigt. Im Dezember 2024 folgte Alice Cooper mit Band als weiterer Special Guest für das Jubiläumskonzert. Im Mai 2025 wurde die hannoversche Band Rosy Vista und Bülent Ceylan als weitere Acts der Jubiläums Show bestätigt. Die ausverkaufte Show  wurde für ein Live-Album der Scorpions aufgenommen. Zwischen den Auftritten wurden Grußbotschaften bekannter Bands und Künstler wie Metallica, Bon Jovi, Dave Mustaine (Megadeth), Iron Maiden , Def Leppard, Tom Morella (Rage against the Machine), Tony Iommi (Black Sabbath) , Doro Pesch und vielen anderen eingespielt die ihre Glückwünsche an die Scorpions sendeten und persönliche Wertschätzung zum Ausdruck brachten. Die Scorpions geben 2025 weitere Konzerte in Südamerika und Europa.

## Musikalischer Stil und Einfluss auf die Musikkultur
Charakteristisch für den Sound sind harte Powerchord-Gitarrenriffs von Rudolf Schenker im Zusammenspiel mit den melodiösen Soli von Matthias Jabs sowie die hohe metallische Stimme von Frontmann Klaus Meine und simple Standard-Schlagzeug-Rockbeats. Häufig werden sie zu den Initiatoren der so genannten Powerballade gezählt.
Bands wie Metallica und Bon Jovi mussten sich auf Geheiß des Managers Doc McGhee auf ihrer ersten Tournee 1984 als Vorband jeden Auftritt der Scorpions anschauen, um von deren Auftreten und Bühnenpräsenz zu lernen. Iron Maiden und Def Leppard spielten in jungen Jahren als Vorband für die Scorpions. System of a Down haben z. B. Coming Home und When the Smoke is Going Down gecovert und Rob Halford von Judas Priest das Lied Blackout. Bruce Dickinson coverte The Zoo, Helloween das Lied He’s a Woman – She’s a Man vom Album Taken by Force und Children of Bodom das Lied Don’t Stop at the Top vom Savage Amusement-Album. Yngwie Malmsteen, ein großer Verehrer von Uli Roth, wie auch die Band Testament coverten den Scorpions-Klassiker The Sails of Charon von der Taken by Force-Platte. Das Lied The Sails of Charon gilt als ein Lieblingslied von Metallica’s Kirk Hammett, er spielt es des Öfteren als Intro oder solo auf Metallica-Konzerten. Die Band Flametal spielte The Sails of Charon für ihre CD Heavy Mellow ein; diese Platte besteht aus Hard-Rock-Liedern in Flamenco-Instrumentalversionen. Die Schwedische Death-Metal-Band Therion coverte das Lied Fly to the Rainbow vom gleichnamigen Studioalbum und veröffentlichte es auf ihrer Platte A'arab Zaraq – Lucid Dreaming im Jahr 1997. Auch die Mitglieder von Green Day, selber Fans der Scorpions, coverten ein Lied, und zwar Rock You Like a Hurricane. Vince Neil, Mötley-Crüe-Sänger, coverte im Jahr 2010 Another Piece of Meat vom Lovedrive-Album für seine Solo-Platte Tattoos & Tequila. Die Band Tesla spielt häufiger Scorpions-Songs vor ihren Konzerten, während der Soundchecks. Die Band Lagwagon coverte das Lied No One Like You und veröffentlichte es im Jahr 2002 auf ihrem Album Let’s Talk About Leftovers. Der Organist Klaus Wunderlich spielte den Song Send me an Angel ein. Der Musiker Billy Corgan hat die Band als seinen größten musikalischen Einfluss bezeichnet und spielt öfters Scorpions-Songs bei Auftritten mit seiner Band Smashing Pumpkins, beispielsweise The Zoo. Axl Rose, Kirk Hammett von Metallica, Beth Ditto, Musiker der Band Weezer, Anders Fridén, Alex Skolnick, Joe Satriani oder Andreas Kisser von Sepultura nennen die Band oder einzelne Musiker der Scorpions als Vorbild. Auch die Sängerinnen Shakira, Tarja Turunen und Pink zählen die Band zu ihren Vorbildern. Van Halen spielten zu Beginn ihrer Karriere, Mitte der 1970er Jahre, oft Lieder der Scorpions nach. Nach einem Konzert in London 1976 stürmte Gary Moore auf die Bühne und sagte zu Rudolf Schenker: „I fucking love your band!“ Ein mittlerweile legendäres Showelement ist die Scorpions-Pyramide: Dabei stellt sich Klaus Meine auf die Oberschenkel der Gitarristen. Beim Wacken-Open-Air 2012 zeigte eine Eisen-Skulptur auf der Bühne Schenker, Jabs und Meine als Scorpions-Pyramide.
Am 21. Februar 2009 erhielten die Scorpions den Echo für ihr Lebenswerk. Die Jury würdigte damit die erfolgreiche Karriere der deutschen Rockgruppe, ihren Einfluss auf die moderne Musikkultur und Wind of Change „als globale Hymne [für] das friedliche Ende des Kalten Kriegs“. Diese Auszeichnung, die ihnen von Boxer Wladimir Klitschko überreicht wurde, nahmen die Bandmitglieder persönlich in der O2 World in Berlin entgegen. Sänger Klaus Meine betonte dazu, dass sie diesen Preis nicht als das „Ende“, sondern als weiteren Anstoß sahen, „den verrückten Rock’n’Roll-Traum weiterzuleben“. Anschließend spielten sie als Finale der Veranstaltung ein Medley bestehend aus Big City Nights, Rock You Like a Hurricane und Wind of Change. Am 6. April 2010 wurden die Scorpions mit einem Stern auf dem RockWalk in Los Angeles geehrt und durften dort ihre Handabdrücke verewigen; damit stehen sie in einer Reihe mit Musiklegenden wie Elvis Presley, Eric Clapton, Carlos Santana, Eddie Van Halen, Ronnie James Dio, B. B. King und Bands wie AC/DC, Kiss, Black Sabbath und weiteren. Sie sind die ersten Künstler aus Deutschland und Zentraleuropa, denen diese Auszeichnung zuteilwurde. Am 18. Mai 2010 wurden die Scorpions von Fürst Albert II. (Monaco) mit dem Legend World Music Award für ihren herausragenden Beitrag zur Entwicklung der Rockmusik und ihre außergewöhnliche Karriere gewürdigt.
Im Januar 2017 wurden sie in Los Angeles in die Hall of Heavy Metal History aufgenommen.
In der Dauerausstellung der Rock and Roll Hall of Fame sind die Scorpions mit einigen Exponaten vertreten, u. a. mit dem Original des Textes von Wind of Change.

## Albumcover
Die Scorpions sind unter anderem bekannt für ihre oft provokanten und sexistischen Albumcover.
Die Virgin Killer-Plattenhülle sorgte 1976 für einen Skandal, da sie ein nacktes vor-pubertäres Mädchen hinter einer gesprungenen Glasscheibe zeigt; das Zentrum des Sprungs liegt in ihrer Scham. Dies wurde teilweise als Kinderpornografie verstanden. Vom britischen Providern wurde der Zugriff auf den englischen Wikipedia-Artikel zu dem Album temporär gesperrt, da dieser das Originalcover zeigt. Die Freiwillige Selbstkontrolle Multimediadienstanbieter hat bei der Bundesprüfstelle für jugendgefährdende Medien eine Indizierung des Albumcovers angeregt.
Das Cover des Albums Lovedrive aus dem Jahr 1979 wurde vom Playboy-Magazin als bestes Artwork des Jahres ausgezeichnet. Die Cover der beiden Alben Lovedrive und Animal Magnetism (1980) wurden von der britischen Grafikdesign-Agentur Hipgnosis gestaltet und das Cover der folgenden LP Blackout vom österreichischen Zeichner Gottfried Helnwein. Das Coverfoto des Nachfolgers Love at First Sting stammt vom Akt- und Modefotografen Helmut Newton.
2008 sagte Rudolf Schenker in einem Interview, dass von jeher größter Wert auf die Covergestaltung gelegt wurde. So wäre es 1988 beim Album Savage Amusement fast zu einer Zusammenarbeit mit dem Pop-Art-Künstler Andy Warhol gekommen; dieser setzte seinen Lohn allerdings so hoch an, dass die Band absprang, was Schenker rückblickend als Fehler bezeichnete.

## Weiteres
Im Jahre 1978 gründete Francis Buchholz die PA-Firma Rocksound, mit deren Equipment die Scorpions ihre eigenen Shows technisch ausstatten konnten und in den 1980er und 1990er Jahren zu den wichtigsten Lieferanten für Bühnentechnik in Deutschland zählten. Die Rocksound GmbH und deren Nachfolger Rocksound Network GmbH wurden im März 2003 aus dem Handelsregister gelöscht.
Francis Buchholz war bis zu seinem Ausstieg 1992 Geschäftsführer der Scorpions Musikproduktion GmbH, die 1979 von der Band gegründet wurde.
Paweł Mąciwoda, Mikkey Dee, Peter Kirkman, seit 1991 Gitarrentechniker von Rudolf Schenker, und Ingo Powitzer, seit 2000 der Gitarrentechniker von Matthias Jabs, sind ebenso wie der langjährige Soundchef Achim Schulze sowie Schenkers Assistent und Betreuer der Band Alex Malek Angestellte der Scorpions Musikproduktions GmbH, deren alleinvertretungsberechtigter Geschäftsführer Rudolf Schenker ist. Firmensitz ist der Wohnsitz Rudolf Schenkers in der Samtgemeinde Schwarmstedt, wo Schenker auch sein Scorpio Sound Studio unterhält. Rudolf Schenker, Klaus Meine und Matthias Jabs bilden die Scorpions GbR mit Sitz in Langenhagen bei Hannover, wo die Band ein Büro und ihr Lager hat. Matthias Jabs und Klaus Meine sind zudem Geschäftsführer der Prosonics Concertagentur GmbH mit Sitz in Langenhagen.
Rudolf Schenker, Klaus Meine und Matthias Jabs sind seit 2025 Geschäftsführer ihrer Movie and Media GmbH.
Seit 2000 arbeiten die Scorpions mit dem Gitarrenbauer Boris Dommenget zusammen. Rudolf Schenker und Matthias Jabs wurden von den Gitarrenmarken Gibson, Fender und Dean mit mehreren Signaturemodellen gewürdigt.
Die Band ließ das Logo Scorpions am 29. Februar 1980 in das Register des Deutschen Patent- und Markenamtes als Wort-Bild-Marke eintragen und markenrechtlich schützen.
1986 waren sie maßgeblich an der Gründung der Beatbox-Probenräume (Proberäume zur Vermietung an Bands/Musiker etc.) in ihrer Heimatstadt Hannover beteiligt. Sie gaben den Gründern und Betreibern ein zinsloses Darlehen und nutzen die Räumlichkeiten für Proben usw.
Zusammen mit anderen Musikern wie Peter Maffay (mit dem sie zugunsten einer von ihnen initiierten Gesellschaft für Musiktherapie eine Unplugged-Version von Wind of Change in einer Late-Night-Show von Thomas Gottschalk vorgestellt hatten) oder Klaus Lage gründeten die Scorpions 1997 die Gesellschaft Deutsches RockRadio.
Im Jahr 2001 wurde In Leganes, einem Vorort von Madrid, eine Straße nach den Scorpions benannt.

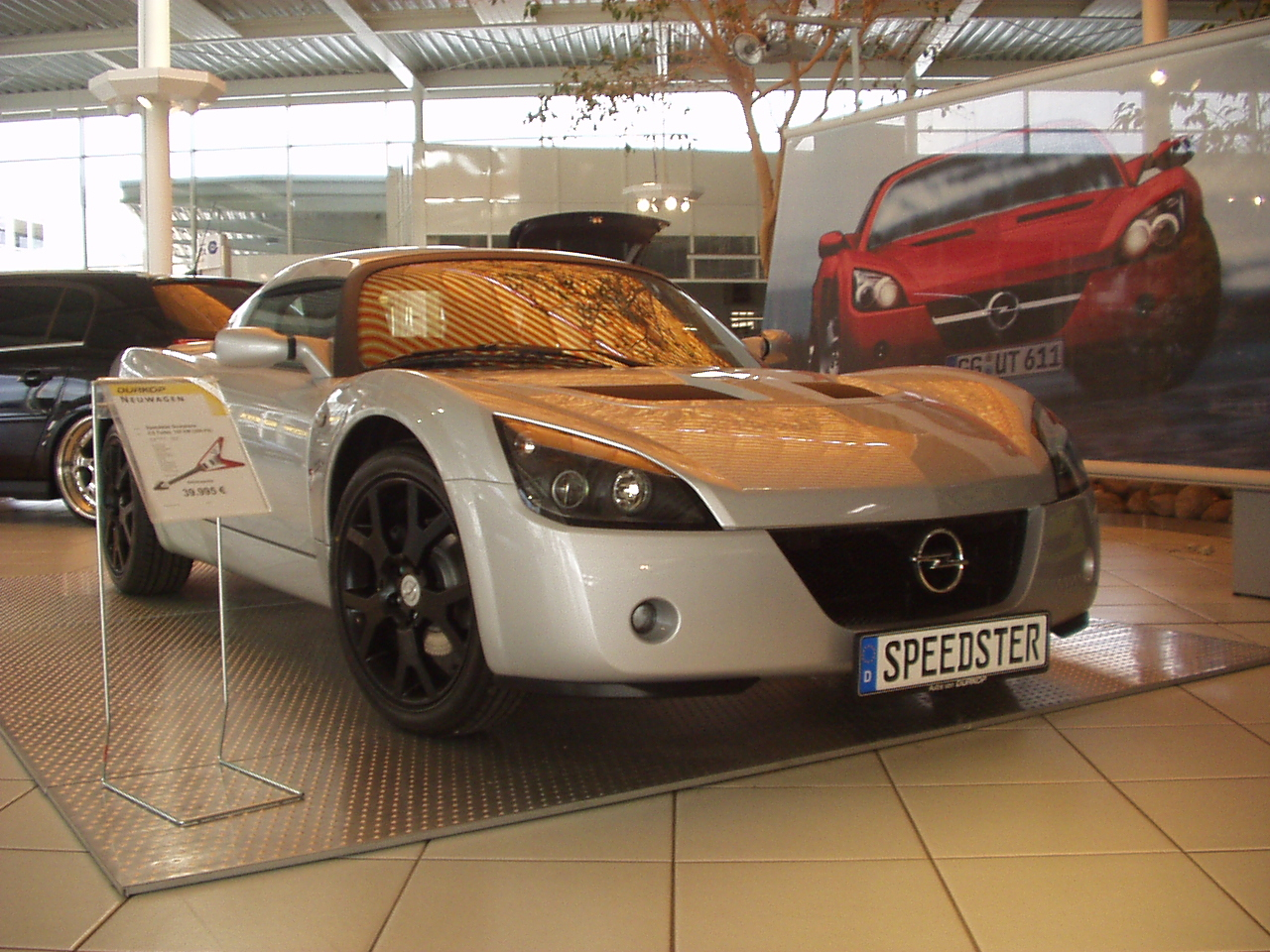
Opel Speedster „Scorpions“ (2003)

Im Jahr 2003 wurde ein Sondermodell Opel Speedster „Scorpions“ angeboten, limitiert auf 60 Stück.
Ab dem 25. Januar 2012 widmete das Rock’n Pop Museum in Gronau der Band eine Sonderausstellung; unter dem Motto Rock you like a Hurricane wurde bis August 2012 die Karriere der Scorpions nachgezeichnet. Die Ausstellung war die bisher erfolgreichste Sonderausstellung seit Eröffnung des Museums.
Bisher spielten die Scorpions mehr als 2500 Konzerte, Schätzungen über die gesamten Auftritte seit ihrer Gründung liegen zwischen 3000 und etwa 5000 Konzerte in über 80 Ländern. Laut einem Spiegel-Bericht aus dem Jahr 2008 erhalten sie im Schnitt 250.000 Euro pro Konzert.l
Die Filmemacherin Katja von Garnier begleitete die Band während ihrer Get Your Sting and Blackout Farewell-Tour in den Jahren 2010 bis 2012 mit einem Filmteam. Daraus entstand die Kinodokumentation Forever and a Day, die am 7. Februar 2015 in Berlin Premiere feierte. 2018 wurden Rudolf Schenker, Klaus Meine und Matthias Jabs vom Manager Magazin mit einem geschätzten Gesamtvermögen von 90 Millionen Euro in die Liste der 1001 reichsten Deutschen aufgenommen.
In Zusammenarbeit mit der Aktienbrauerei Kaufbeuren (AKB) entstand 2019 ein „Scorpions Bier“. Das Helle Pale Lagerbier wird seit November 2019 vertrieben.
Mit einem Einkommen von über 271 Millionen Dollar belegen die Scorpions 2022 platz 99 im Pollstar-Ranking der 150 erfolgreichsten Musikacts der letzten 40 Jahre. Dabei sind nicht alle Konzerte berücksichtigt, so fehlen unter anderem Auftritte bei Festivals (zählen als eigene Veranstaltung im Ranking). Alleine die Einnahmen der von Pollstar gewerteten Konzerte der Jahre 2010 bis 2019 (ohne 2013 und 2014) betrugen mehr als 210 Millionen Dollar. Die erfolgreichsten Jahre von Mitte der 1980er bis Anfang der 90er Jahre lassen vermuten, dass die Einnahmen weit höher ausfallen. 2021 wurde das Vermögen der Scorpions von Forbes auf etwa 400 Millionen Euro geschätzt.
Am 11. Mai 2020 erschien der achtteilige Podcast „Wind of Change“ des US-amerikanischen Investigativjournalisten Patrick Radden Keefe, der der Frage nachgeht, ob der Scorpions-Hit „Wind of Change“ durch die CIA geschrieben wurde.
2018 hatten Rudolf Schenker, Klaus Meine und Matthias Jabs einen Cameo-Auftritt im Film So viel Zeit.
In Zusammenarbeit mit der schwedischen Brennerei Mackmyra entstand ein Scorpions Single Malt Whisky in limitierter Abfüllung.
Während der COVID-19-Pandemie arbeitete die Band mit Yoshiki zusammen, um Wind of Change aufzuführen. Diese Zusammenarbeit wurde im Jahr 2023 Teil des Dokumentarfilms Yoshiki: Under the Sky.
2023 entstand ein Kaffee der Rösterei The Barn aus Berlin mit von der Band ausgesuchten Bohnen aus Brasilien. Dieser wird unter dem Namen Rock Beliver vertrieben.
Der Flughafen Hannover nennt sich ab 2025 offiziell Hub of The Scorpions, damit wird die Bedeutung des Flughafens als Abflug- und Ankunftsort der Band gewürdigt und vom Flughafen vielfältig vermarktet. Im gesamten Flughafen wird mit Motiven die Verbundenheit des Flughafens und der Band dokumentiert. Ab Ende März 2025 wurde aus Anlass des 60-jährigen Bestehens der Band im Terminal B die Rockstage genannte Ausstellung über die Bandgeschichte der Scorpions eröffnet. Geplant ist diese bis Oktober 2025.
Anfang April 2025 wurde von der Hannoverschen Gilde Brauerei und den Scorpions ein eigenes Bier zu ihrem 60 Jährigen Jubiläum vorgestellt. Die Scorpions waren in den Prozess und in die Entwicklung des hellen Lagerbieres eingebunden.
Zum 60-jährigen Bandjubiläum gingen die Scorpions eine Kooperation mit der deutschen Whiskybrennerei St. Kilian Distillers ein. Am 2. Juli 2025 präsentierten St. Kilian Distillers und Rudolf Schenker zwei limitierte Abfüllungen: Scorpions – Rock Believer und Scorpions – 60 Years of Rock. Drei Tage nach der Präsentation, am 5. Juli 2025, geben die Scorpions ihr Jubiläumskonzert zum 60-jährigen Bestehen in Hannover mit Judas Priest als Special Guest.
Unter dem Titel Wind of Change ist ein Kinofilm über die Band in Arbeit, der noch 2025 in die Kinos kommen soll. Regisseur ist Alex Ranarivelo. Unter anderem soll Ludwig Trepte als Klaus Meine, Alexander Dreymon als Rudolf Schenker und Dominic West als Scorpions Manager Doc MC Dhee rollen übernehmen.
Seit August 2025 hat die Band ihren Kurs Lebe deinen Musikertraum beim Anbieter Meet your Master online.

## Trivia
- Die Rockgruppe Status Quo nannte sich ursprünglich im Jahr 1962 vor ihrer erfolgreichen Zeit ebenfalls „The Scorpions“.
- In der ersten Folge der deutschen Comedy-Show Switch – TV gnadenlos parodiert, welche am 27. Oktober 1997 auf ProSieben ausgestrahlt wurde, wurden die Scorpions unter anderem von Bernhard Hoëcker parodiert. Unter der Schreibweise „Skorpions“ wurde dabei ein „Musikvideo“ gezeigt, in dem auf der Melodie des Scorpions-Titels Holiday (1979) ein deutschsprachiger parodistischer Songtext mit dem Titel „Blasentee“ interpretiert wurde. Weitere Parodien, die dabei vor allem auf das Auftreten des Sängers Klaus Meine eingehen, existieren zum Beispiel auch von Oliver Pocher (Die ultimative Chart Show, 2011) und Stefan Raab (TV total, 2014).
- In seinem Lied „Was wird aus Hannover?“ erwähnt der deutschsprachige Liedermacher Thees Uhlmann die Rockgruppe aus Hannover im Refrain/Chorus (Was wird aus Hannover wenn die Scorpions nicht mehr sind und wir im Wind of Change nur eine Kerze warn im Wind, du hast über die Scorpions gelacht, aber die sind in Stranger Things, was ist wenn wir beide wie Hannover sind?). Die Scorpions werden namentlich u. a. auch jeweils am Ende der Songs Zuhause (Azzurro) von Die Gerd Show (2003) und Monster von Farin Urlaub (2008) erwähnt.
- Bei einem geplanten Open-Air-Konzert mit den Scorpions vor 20.000 Zuschauern in Nowosibirsk im Juni 2009 brach vor ihrem Auftritt die Bühne unter dem Gewicht des Equipments zusammen. Das Konzert musste abgesagt werden.[93]

## Diskografie
Studioalben

| Jahr | Titel Musiklabel                                            | Höchstplatzierung, Gesamtwochen, AuszeichnungChartplatzierungen (Jahr, Titel, Musiklabel, Platzierungen, Wochen, Auszeichnungen, Anmerkungen) | Höchstplatzierung, Gesamtwochen, AuszeichnungChartplatzierungen (Jahr, Titel, Musiklabel, Platzierungen, Wochen, Auszeichnungen, Anmerkungen) | Höchstplatzierung, Gesamtwochen, AuszeichnungChartplatzierungen (Jahr, Titel, Musiklabel, Platzierungen, Wochen, Auszeichnungen, Anmerkungen) | Höchstplatzierung, Gesamtwochen, AuszeichnungChartplatzierungen (Jahr, Titel, Musiklabel, Platzierungen, Wochen, Auszeichnungen, Anmerkungen) | Höchstplatzierung, Gesamtwochen, AuszeichnungChartplatzierungen (Jahr, Titel, Musiklabel, Platzierungen, Wochen, Auszeichnungen, Anmerkungen) | Anmerkungen                                                                           |
| Jahr | Titel Musiklabel                                            | DE | AT | CH | UK | US | Anmerkungen                                                                           |
| ---- | ----------------------------------------------------------- | --- | --- | --- | --- | --- | ------------------------------------------------------------------------------------- |
| 1972 | Lonesome Crow Brain Records (MR)                            | — | — | — | — | — | Erstveröffentlichung: 9. Februar 1972                                                 |
| 1974 | Fly to the Rainbow RCA Records (RCA)                        | — | — | — | — | — | Erstveröffentlichung: 1. November 1974                                                |
| 1975 | In Trance RCA Records (RCA)                                 | — | — | — | — | — | Erstveröffentlichung: 17. September 1975                                              |
| 1976 | Virgin Killer RCA Records (RCA)                             | — | — | — | — | — | Erstveröffentlichung: 9. Oktober 1976 Verkäufe: + 100.000                             |
| 1977 | Taken by Force RCA Records (RCA)                            | — | — | — | — | — | Erstveröffentlichung: 4. Dezember 1977                                                |
| 1979 | Lovedrive Mercury Records • Harvest Records (EMI)           | DE11 Gold · (28 Wo.)DE | — | — | UK36 (11 Wo.)UK | US55 Gold · (23 Wo.)US | Erstveröffentlichung: 25. Februar 1979 Verkäufe: + 950.000                            |
| 1980 | Animal Magnetism Mercury Records • Harvest Records (EMI)    | DE12 (25 Wo.)DE | — | — | UK23 (6 Wo.)UK | US52 Platin · (21 Wo.)US | Erstveröffentlichung: 31. März 1980 Verkäufe: + 1.050.000                             |
| 1982 | Blackout Mercury Records • Harvest Records (EMI)            | DE10 (24 Wo.)DE | — | CH77 (1 Wo.)CH | UK11 (11 Wo.)UK | US10 Platin · (74 Wo.)US | Erstveröffentlichung: 29. März 1982 Verkäufe: + 1.300.000                             |
| 1984 | Love at First Sting Mercury Records • Harvest Records (EMI) | DE6 Gold · (42 Wo.)DE | AT19 (2 Wo.)AT | CH9 (17 Wo.)CH | UK17 (6 Wo.)UK | US6 ×3Dreifachplatin · (63 Wo.)US | Erstveröffentlichung: 27. März 1984 Verkäufe: + 6.000.000                             |
| 1988 | Savage Amusement Mercury Records • Harvest Records (EMI)    | DE4 Gold · (30 Wo.)DE | AT18 (8 Wo.)AT | CH5 Gold · (14 Wo.)CH | UK18 (6 Wo.)UK | US5 Platin · (43 Wo.)US | Erstveröffentlichung: 16. April 1988 Verkäufe: + 1.559.906                            |
| 1990 | Crazy World Mercury Records • Vertigo Records (Phonogram)   | DE1 ×2Doppelplatin · (78 Wo.)DE | AT1 Platin · (27 Wo.)AT | CH3 ×3Dreifachplatin · (63 Wo.)CH | UK27 Silber · (7 Wo.)UK | US21 ×2Doppelplatin · (73 Wo.)US | Erstveröffentlichung: 29. Oktober 1990 Verkäufe: + 14.000.000                         |
| 1993 | Face the Heat Mercury Records (Phonogram)                   | DE4 (15 Wo.)DE | AT12 (7 Wo.)AT | CH9 Gold · (10 Wo.)CH | UK51 (1 Wo.)UK | US24 (9 Wo.)US | Erstveröffentlichung: 10. September 1993 Verkäufe: + 1.500.000                        |
| 1996 | Pure Instinct Eastwest (WMG)                                | DE8 Gold · (22 Wo.)DE | AT20 (4 Wo.)AT | CH15 (14 Wo.)CH | — | US99 (3 Wo.)US | Erstveröffentlichung: 3. Mai 1996 Verkäufe: + 771.559                                 |
| 1999 | Eye II Eye Eastwest (WMG)                                   | DE6 (9 Wo.)DE | — | CH49 (2 Wo.)CH | — | — | Erstveröffentlichung: 9. März 1999                                                    |
| 2000 | Moment of Glory EMI Group (EMI)                             | DE3 Gold · (17 Wo.)DE | — | CH48 (8 Wo.)CH | — | — | Erstveröffentlichung: 3. August 2000 Verkäufe: + 190.000; mit Berliner Philharmoniker |
| 2004 | Unbreakable Ariola (Sony BMG)                               | DE4 (9 Wo.)DE | AT30 (3 Wo.)AT | CH19 (5 Wo.)CH | — | — | Erstveröffentlichung: 4. Mai 2004 Verkäufe: + 10.000                                  |
| 2007 | Humanity – Hour I Ariola (Sony BMG)                         | DE9 (8 Wo.)DE | AT41 (3 Wo.)AT | CH27 (4 Wo.)CH | — | US63 (2 Wo.)US | Erstveröffentlichung: 14. Mai 2007 Verkäufe: + 30.500                                 |
| 2010 | Sting in the Tail Ariola (Sony)                             | DE2 Platin · (30 Wo.)DE | AT6 (8 Wo.)AT | CH6 (28 Wo.)CH | UK96 (1 Wo.)UK | US23 (4 Wo.)US | Erstveröffentlichung: 19. März 2010 Verkäufe: + 238.500                               |
| 2015 | Return to Forever RCA Records • Seven.One (Sony)            | DE2 (15 Wo.)DE | AT11 (3 Wo.)AT | CH2 (15 Wo.)CH | UK31 (1 Wo.)UK | US65 (1 Wo.)US | Erstveröffentlichung: 20. Februar 2015 Verkäufe: + 70.000                             |
| 2022 | Rock Believer Vertigo Records (UMG)                         | DE2 (14 Wo.)DE | AT4 (4 Wo.)AT | CH2 (10 Wo.)CH | UK18 (1 Wo.)UK | US59 (1 Wo.)US | Erstveröffentlichung: 25. Februar 2022                                                |

grau schraffiert: keine Chartdaten aus diesem Jahr verfügbar

## Tourneen
Bisher spielten die Scorpions über 2500 Konzerte und bis zu 5000 Konzerte in über 80 Ländern.
- 1965–1971: diverse Konzerte als Amateurband
- 1972–1974: Lonesome Crow Tour (59 Konzerte, andere Quellen źufolge über 130 Konzerte)
- 1974–1975: Fly to the Rainbow Tour (91 Konzerte)
- 1975–1976: In Trance Tour (126 Konzerte)
- 1976–1977: Virgin Killer Tour (68 Konzerte)
- 1977–1978: Taken by Force Tour (32 Konzerte)
- 1978–1979: Lovedrive Tour (97 Konzerte)
- 1980: Animal Magnetism Tour (131 Konzerte)
- 1982–1983: Blackout Tour (151 Konzerte)
- 1984–1986: Love at First Sting Tour (203 Konzerte)
- 1988–1989: Savage Amusement Tour (151 Konzerte)
- 1990–1991: Crazy World Tour (187 Konzerte)
- 1993–1994: Face the Heat Tour (107 Konzerte)
- 1996–1997 (1998): Pure Instinct Tour (118 Konzerte)
- 1999: Eye to Eye Tour (90 Konzerte)
- 2000–2001: Moment of Glory Tour (15 Konzerte)
- 2001: Acoustica Tour (38 Konzerte)
- 2002–2003: Bad for Good Tour (123 Konzerte)
- 2004–2006: Unbreakable World Tour (136 Konzerte)
- 2007–2009: Humanity World Tour (161 Konzerte)
- 2010–2014: Farewell Tour
  - 2010–2011: Get Your Sting and Blackout
  - 2011–2012: Final Sting Worldtour
  - 2013 und 2014: Rock ’n’ Roll Forever Tour [96] (267 Konzerte gesamt)
- 2015–2016: 50th Anniversary Tour (126 Konzerte)
  - Darin: „Blackouted in Vegas“ Residency im The Joint Las Vegas (5 Konzerte)
- 2017–03/2020: Crazy World Tour 2017–2020 (131 Konzerte)
- 03/2022–07/2023: Rock Believer World Tour (91 Konzerte)
  - Darin: 26. März – 16. April 2022: Sin City Nights Residency at the Zappo Theater des Planet Hollywood Resort in Las Vegas, USA (9 Konzerte)[97]
- 04–08/2024: Love at First Sting Tour 2024  (34 Konzerte)
  - Love at First Sting Las Vegas: 11. April 2024 – 3. Mai 2024: Love at First Sting Las Vegas Residency im Bakkt Theater at the Planet Hollywood, Las Vegas (9 Konzerte)
- 2025: 60 Years of Scorpions (36 Konzerte)
  - 14. August – 23. August 2025: Coming Home to Las Vegas, Residency at the PH Live at Planet Hollywood, Las Vegas (5 Konzerte)

## Auszeichnungen und Ehrungen (Auswahl)

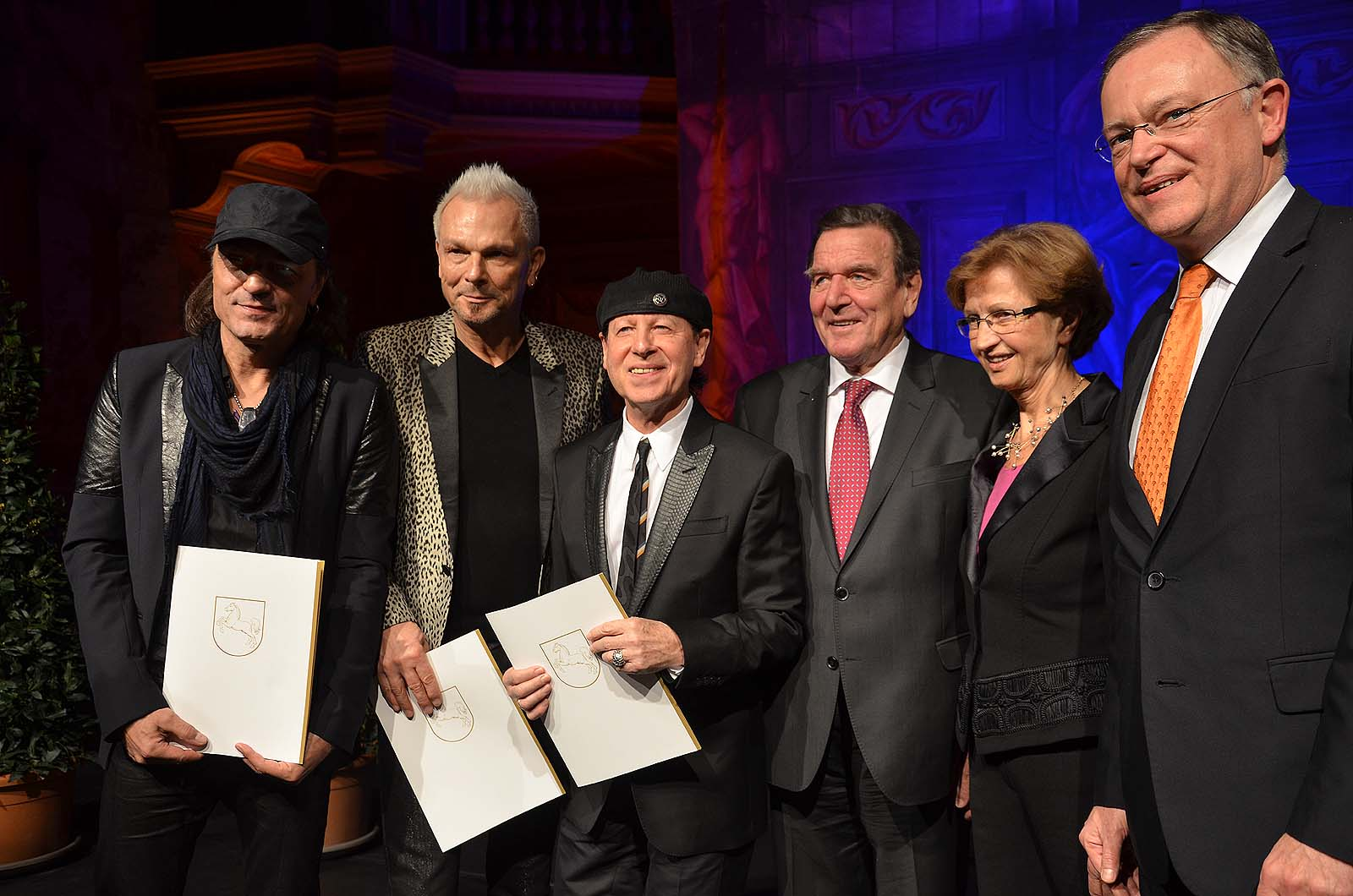
Gruppenbild nach der Verleihung des Niedersächsischen Staatspreises 2014

Die Scorpions sind Ehrenmitglied des Deutschen Rock & Pop Musikerverband.
- 1975: Beste Deutsche Live-Band
- 1976: Album des Jahres in Deutschland Virgin Killer
- 1979: Playboy-Magazin: Bestes Artwork des Jahres für das Lovedrive-Cover
- 1985: Eintrag in das Goldene Buch von Hannover
- 1985: Goldene Europa[99]
- 1986: Bravo Otto in Silber Kategorie Band Hard n Heavy
- 1991: Bravo Otto in Gold Kategorie Band Hard n Heavy
- 1991: Einladung in den Kreml, Empfang beim damaligen sowjetischen Präsidenten Gorbatschow
- 1992: Bravo Otto in Bronze Kategorie Band Hard n Heavy
- 1992: World Music Award als international erfolgreichster deutscher Rock-Act[100]
- 1992: Echo als beste nationale Gruppe
- 1992: Goldene Europa
- 1994: World Music Award
- 1995: Sammlerdose von Coca-Cola
- 1998: Radio Regenbogen Award Rock International
- 1999: RSH-Gold[101]
- 2000: Stadtkulturpreis Hannover[102]
- 2000: Stadtplakette von Hannover[103] (an Klaus Meine, Rudolf Schenker, Matthias Jabs)
- 2000: Eintrag in das Goldene Buch von Hannover (zweite Eintragung)
- 2001: Scorpions Straße in Leganes, Spanien
- 2003: Sondermodell Scorpions des Modells Speedster der Automarke Opel (Limitiert auf 80 Exemplare, Flying-V-Gitarre im Lieferumfang)
- 2005: Wahl von Wind of Change zum Deutschen Jahrhunderthit im Rahmen der ZDF-Sendereihe Unsere Besten
- 2008: Honorary WBC ambassadors for peace für ihre jahrelangen Bemühungen um den Zusammenhalt und Frieden auf der Welt, ausgezeichnet vom Boxverband WBC
- 2009: Echo für das Lebenswerk[104]
- 2009: Bei einer Umfrage von StepStone zu 60 Jahre Bundesrepublik Deutschland wurden die Scorpions mit 17,5 % zur beliebtesten Musikgruppe Deutschlands gewählt.[105]
- 2009: Ungarn: Börze Award in der Kategorie Lebenswerk vergeben durch die Musikfachzeitschrift Lemezbörze
- 2009: Goldene Henne: Ehrenpreis Wendesong[106]
- 2010: Stern auf dem  Hollywood Rock Walk in Los Angeles[107]
- 2010: Rock Legend Award[108] der World Music Award (Sonderauszeichnung für ihren herausragenden Beitrag zur Entwicklung der Rockmusik)
- 2010: Rock Group Lifetime Achievement-Preis des Vegas ROCKS! Magazine (Auszeichnung in Las Vegas bei den Vegas ROCKS! Magazin Awards)
- 2010: Sonderbriefmarke Scorpions zur Tournee in Brasilien, herausgegeben von der Brasilianischen Post[109]
- Mai 2010: Walk of Stars München
- 2010: Scorpions-Bier einer Bolivianischen Brauerei zum Auftritt in Bolivien[110]
- 2010: GQ Männer des Jahres Award-Kategorie Lebenswerk[111]
- 2010: Lifetime Achievement Awards der Hard-Rock-Cafe-Kette[112]
- 2010: In Schwabach bei Nürnberg überlässt Gitarrenbauer Herbert Engelhard Rudolf Schenker und Matthias Jabs zwei mit Blattgold überzogene Gitarren[113][114]
- 2011: Radio Regenbogen Award in der Kategorie Lifetime Rock[115]
- 2011: Deutscher Musikautorenpreis (Gema) Kategorie: Komposition Rock (an Klaus Meine, Rudolf Schenker, Matthias Jabs)
- 2011: Pioneer of Pop-Award des SWR3-New-Pop-Festival[116]
- 2011: Metal Guru Award des Classic-Rock Magazins[117]
- 2012: CGDC Award Kategorie Music for Dialogue, verliehen vom Center for Global Dialogue and Cooperation (CGDC)[118]
- 2012: Deutscher Nachhaltigkeitspreis in der Kategorie Ehrenpreis der Städte und Gemeinden[119][120]
- 2013: Steiger Award Musik National[121]
- 2014: Niedersächsischer Staatspreis (an Klaus Meine, Rudolf Schenker, Matthias Jabs, Verleihung am 3. Februar 2015)[122]
- 2016: Classic Rock Outstanding Lifetime Achievement-Award[123]
- 2017: Aufnahme in die Hall of Heavy Metal History, Anaheim, Kalifornien
- 2017: Wawel Royal Castle (Burg Wawel) Walk of Fame
- 2017: Polen: Peacemaker Award
- 2017: 6. Oktober: Scorpions Day in Los Angeles; Auszeichnung des Los Angeles City Council für 52 Jahre Exzellenz im Rock ’n' Roll, inklusive Plattenaufnahmen in Los Angeles, der Unterhaltungshauptstadt der Welt (der 6. Oktober wird zukünftig jährlich der offizielle Scorpions Day der Stadt Los Angeles)[124][125]
- 2021: Europäischer Kulturpreis Taurus des Europäischen Kultur-Forums Dresden in der Kategorie Lebenswerk[126]
- Februar 2022: Eintrag in das Goldene Buch der Stadt Garbsen (Rudolf Schenker, Klaus Meine, Matthias Jabs)
- Mai 2023: Eintrag in das Goldene Buch der Stadt Hagen
- 5. Juni 2023: Aufnahme in die Signs of Fame des Fernwehparks in Oberkotzau
- 25. Juli 2023: Großes Verdienstkreuz des Niedersächsischen Verdienstordens (aus den Händen von Ministerpräsident Stephan Weil an Klaus Meine, Rudolf Schenker, Matthias Jabs für ihre politische Haltung und ihr Ehrenamtliches Engagement)
- Dezember 2023: SignsAward Kategorie Lifetime Achievement, Verleihung in München
- 1. August 2024: Handabdrücke auf dem  Walk of Legends, Wacken.
- 31. August 2024: Legend Award der Metal Hammer Awards 2024, Verleihung in Berlin.
- 8. März 2025: Eintrag in das Goldene Buch der Stadt Sarstedt.
- 1. Juli 2025: Sonderbriefmarken  Wind of Change; Rock you like a Hurricane; Scorpions Logo und Love, Peace and Rock'n roll als 4er-Bögen in drei verschiedenen Designvarianten  zu 0,95 € der Deutsche Post AG zum 60 Jährigen Jubiläum der Band (Limitiert auf 125.000 Bögen weltweit)[127]